# Lepsény–Hajmáskér-vasútvonal
A Lepsény–Hajmáskér-vasútvonal a MÁV és a GYSEV 27-es számú nem villamosított, egyvágányú mellékvonala. Személyforgalom (a 20-as számú, Székesfehérvár–Szombathely-vonallal közös Veszprém–Hajmáskér szakaszt leszámítva) nincs rajta 2007. március 3-a óta. Azóta a Hajmáskér–Papkeszi szakaszon zajlik alkalmankénti teherforgalom. A Papkeszi–Lepsény szakasz a forgalomból kizárásra került.

## Építése
A vasútvonalat a Győr–Veszprém–Dombóvári HÉV vasúttársaság építette. A minisztérium 1895 márciusában adta ki a vasútvonal építési engedélyét az „engedményes” uraknak, Széll Kálmánnak és Getto Frigyesnek. A teljes vonal Győr–Veszprém–Lepsény–Dombóvár között épült. A vasútvonal teljes hossza 198,72 km. 1895. május végéig a földmunkák teljes hosszának 30%-a, a hidak, átereszek, őrházak 15%-a készült el. A vonal szelvényszámozása Hajmáskértől indul. A Győr–Veszprém–Dombóvári HÉV Hajmáskér–Dombóvár szakasza 1895. december 30-án nyílt meg. A vonalat Csajágon eredetileg egy felüljárón keresztezte a mai 29-es vonal, az 1960-as években azonban egy közös állomást hoztak létre egy nyomvonalkorrekcióval.
A Győr–Veszprém–Dombóvári HÉV további szakaszai a jelenlegi MÁV számozás szerint a 11-es számú Győr–Veszprém-vasútvonal és a 49-es számú Dombóvár–Lepsény-vasútvonal. A 49-es vonalon a személyszállítás az 1990-es években több részletben megszűnt, a pályát felszedték, a teherforgalom viszont egy rövid szakaszon, Lepsény és Enying között megmaradt a 2010-es évekig. Napjainkra már ez a szakasz is járhatatlan.
2025. július 1-jétől a Lepsény és Csajág közti szakaszt megkapta a GYSEV a MÁV-csoporttól.

## Leépülése
A vonalon az utolsó jelentősebb felújítás az 1970-es években történt. Ezután a pályát már csak a szükséges helyeken javítgatták. Ennek eredményeképpen a 2000-es évekre több lassújel is megjelent a vonalon. Ezek közül a legjelentősebb a Vilonya-Királyszentistván–Sóly közötti 30 km/h-s sebességkorlátozás volt. A vonalon egyébként 50 km/h-s sebesség volt érvényben, így a csaknem 40 km-es utat a vonat 1 óra alatt tette meg. Nagy problémát jelentett az is, hogy az utolsó években egy vonatpár csak Hajmáskérig járt, így azok az utasok, akik Veszprémbe szerettek volna utazni, átszállásra kényszerültek. Szintén nagy problémát jelentett az is, hogy a vonalon rendkívül rossz menetrend volt érvényben, így az egyik legfontosabb feladatát, a Veszprém irányú hivatásforgalmat nem tudta ellátni.
2006-ig ezen a vonalon közlekedtek nyaranta a nagy népszerűségnek örvendő, Győr–Siófok fürdős vonatok is. Ezeken a vonatokon jelentős számú utas utazott a Balatonra. A vonalon ez a vonat volt az egyetlen mozdonyos személyvonat az utolsó évtizedekben, valamennyi másik járat Bzmot motorvonatokból állt. A 2007-es menetrendbe a fürdős vonat már nem került bele.
2007. március 3-án, az utolsó napon a vonatok egy/kettő Bzx mellékkocsival szolgáltak. A vonatok elejére nemzeti- és fekete színű szalagokat kötöttek. Az utolsó vonatok a 39611. számú, Veszprém–Lepsény, illetve a 39618. számú, Lepsény–Veszprém vonatok voltak. A vonatokat a Bzmot 336 vontatta.
Érdekesség, hogy a vonal megszűnése utáni napon kigyulladt egy mozdony a 20-as vonalon Öskünél, ezért az ott közlekedő vonatokat a 27-es vonalon át terelték. Nem sokkal a vonal bezárása után Csajágnál a jó állapotú síneket kopottakra cserélték ki.

## Jelen
A 27-es vasútvonal 3 részre osztható; Hajmáskér–Papkeszi, Papkeszi–Csajág, Csajág–Lepsény.

### Hajmáskér–Papkeszi szakasz
A vasútvonal ezen szakasza a mai napig járható. Ezt annak köszönheti, hogy a szakaszból két iparvágány is kiágazik. Az egyik a fűzfőgyártelepi Nitrokémia telephelyére vezet be, és Vilonya-Királyszentistvánnál ágazik ki a 27-es vonalból. A másik a berhidai Fertilizers gyártelepre vezet, ez Papkeszinél tér ki a vonalból.
A vonalszakaszon végig 483 kg/fm-es sínek vannak. Hajmáskér–Sóly között a pálya betonaljas alátámasztással rendelkezik, Sóly után Vilonya-Királyszentistvánig vegyes. Utóbbi szakaszon 2014-ben felszámolták a 30-as lassújelet, ám napjainkban ismét 30 km/h-val közlekedhetnek a vonatok itt. Vilonya-Királyszentistván és Papkeszi között ismét betonaljas a pálya.

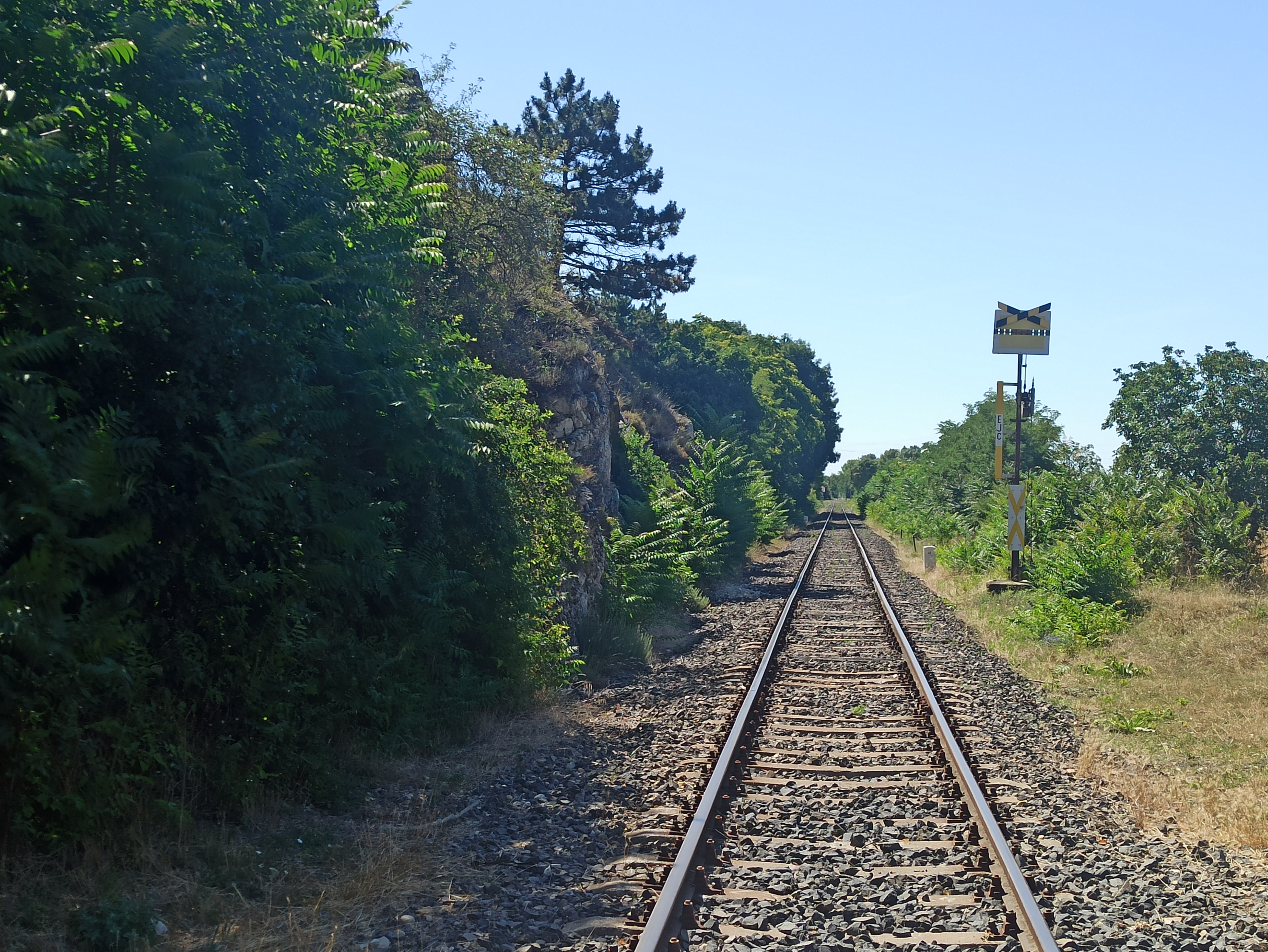
Átlagos állapotok Vilonya-Királyszentistván és Sóly között

A szakaszon 9 útátjáró található. Ezek közül 2 jelentősebb; az egyik Hajmáskér állomásnál (9-10 szk.), a másik Vilonya-Királyszentistvánnál (52-53 szk.) található. Előbbi Hajmáskér állomásra visszajelentett állomási sorompó, fénysorompóval biztosítva, utóbbi teljes csapórudas sorompó volt, amit a Vilonya-királyszentistváni szolgálattevő kezelt. Ezt azonban 2013 környékén elbontották. A vonalszakasz többi útátjárója andráskereszttel biztosított. A vasútvonalat a 8. sz. főút Sóly előtt egy felüljárón keresztezi.

### Papkeszi–Csajág szakasz
Ez a szakasz is 483 kg/fm-es sínekkel, és vegyesen faaljas és betonaljas felépítménnyel rendelkezik. Közbülső szolgálati helyei mind megállóhelyek. Ez a szakasz 2015 óta forgalomból kizárt státusszal rendelkezik. Ennek oka Berhida határában két besarasodott földúti átjáró lehet.
Papkeszi állomástól a Csajág felőli bejárati jelzőig a pálya betonaljas, majd Berhidáig talpfás. Berhidán a Séd patak hídjánál betonaljas a pálya. A 158-as szelvénytől a pálya megint betonaljas, egészen Küngös határáig. Ezután szintén talpfás, majd Csajág Felsőtől Csajágig betonaljas. Műszakilag utóbbi szakasz van a legjobb állapotban a forgalomból kizárt részen, egyetlen hátulütője, hogy fatiplis.

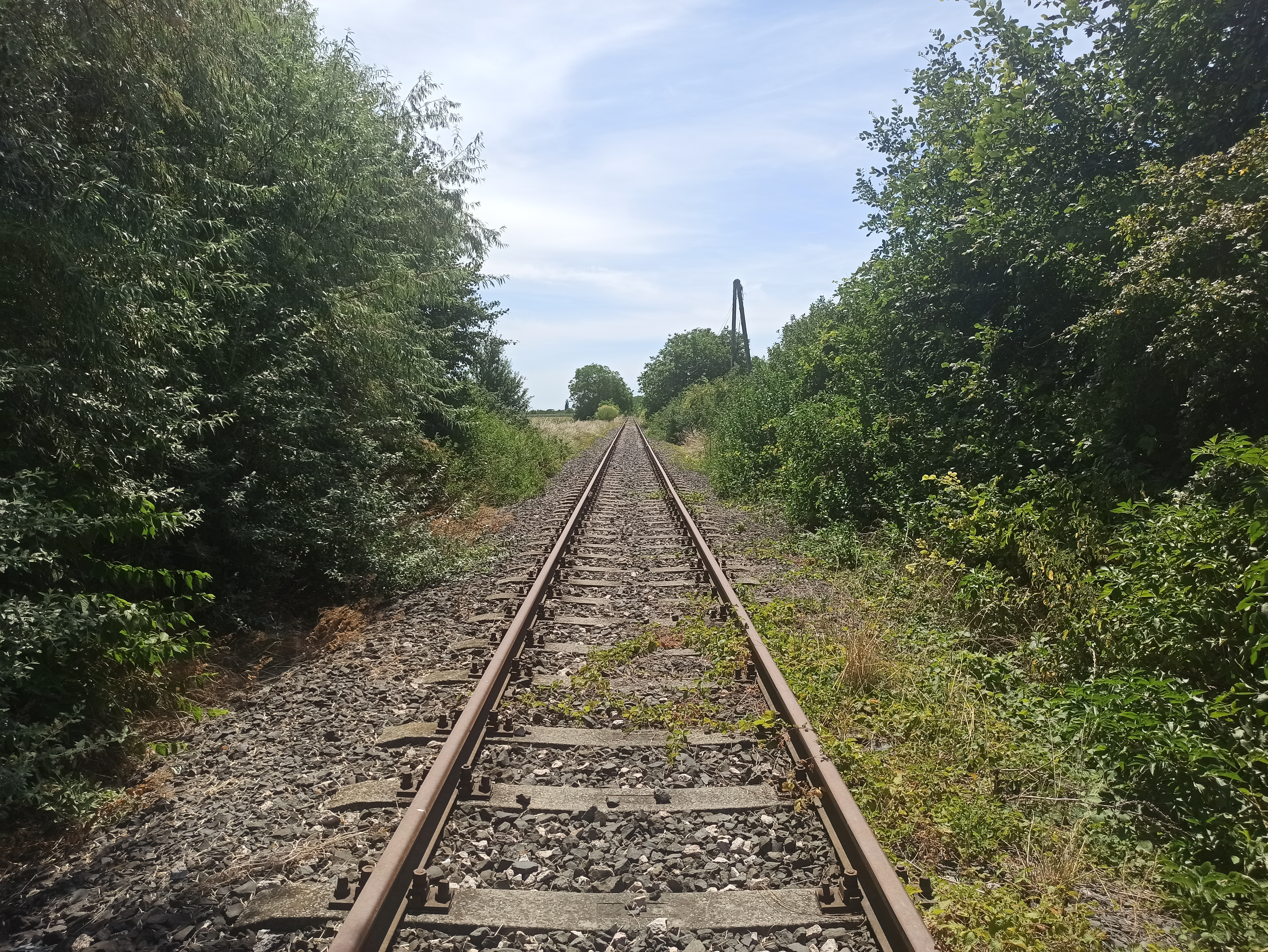
A betonaljas szakaszra jellemző állapotok

A szakaszon két lassújellel lehetett találkozni a bezáráskor; egy 30 km/h-s a 149-148. szelvényközben levő útátjárónál, egy 20 km/h-s a 199-198. szelvényközben levőnél.
A szakaszon 10 útátjáró található, 4 db ezek közül a bezáráskor (205-206., 173-174., 166-167., 86-87. szk.) fénysorompóval, valamennyi többi (198-199., 188-189., 180-180., 148-149., 133-134., 114-115. szk.) andráskereszttel biztosított volt. A fénysorompókat azonban 2012-ben leszerelték, de bármikor visszatehetőek. Így jelenleg  minden átjáró andráskereszttel biztosított. A két besarasodott átjáró a 148-149., és a 133-134. szelvényközben tekinthető meg. A 173-174. szelvényközben lévő útátjárót 2018. október 29-31. között felújították. A vonal Berhidánál a 7207. sz. utat felüljárón keresztezi. Ezen kívül az egyetlen jelentősebb műtárgy a Séd patak feletti híd ugyanitt.

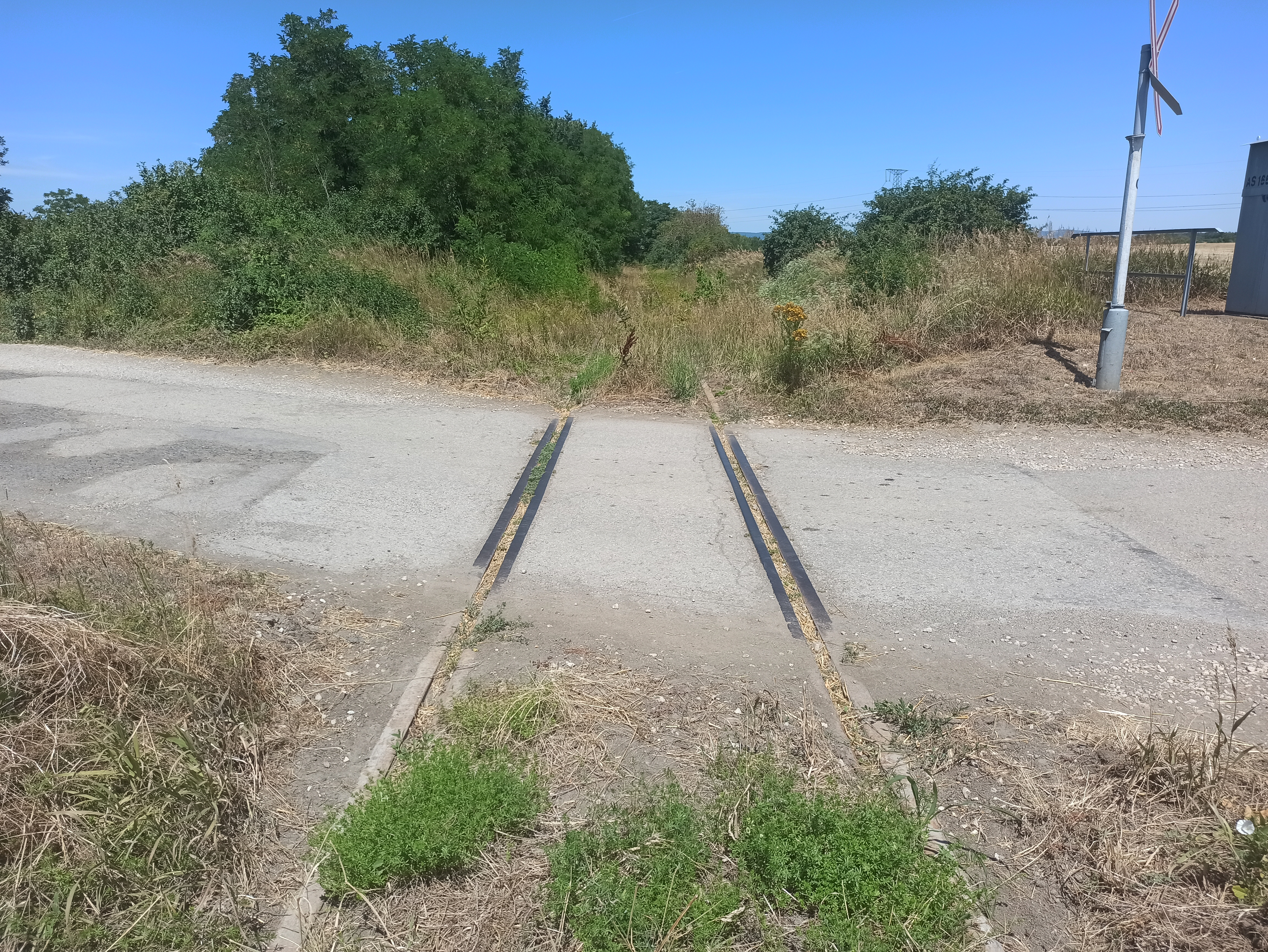
A 166-167. szelvényközben lévő útátjáró

Az utóbbi években a növényzet különösebben nem vette vissza a pályát.

### Csajág–Lepsény szakasz
A pálya ezen 8,3 km-es szakasza az előzőekhez hasonlóan szintén 483 kg/fm-es sínekből, és vegyesen fa- és betonaljas alátámasztással rendelkezik. A pálya Csajág bejárati jelzőéig betonaljas, majd talpfás. Balatonfőkajár környékén ismét betonaljas, majd egészen Lepsényig szintén talpfás.

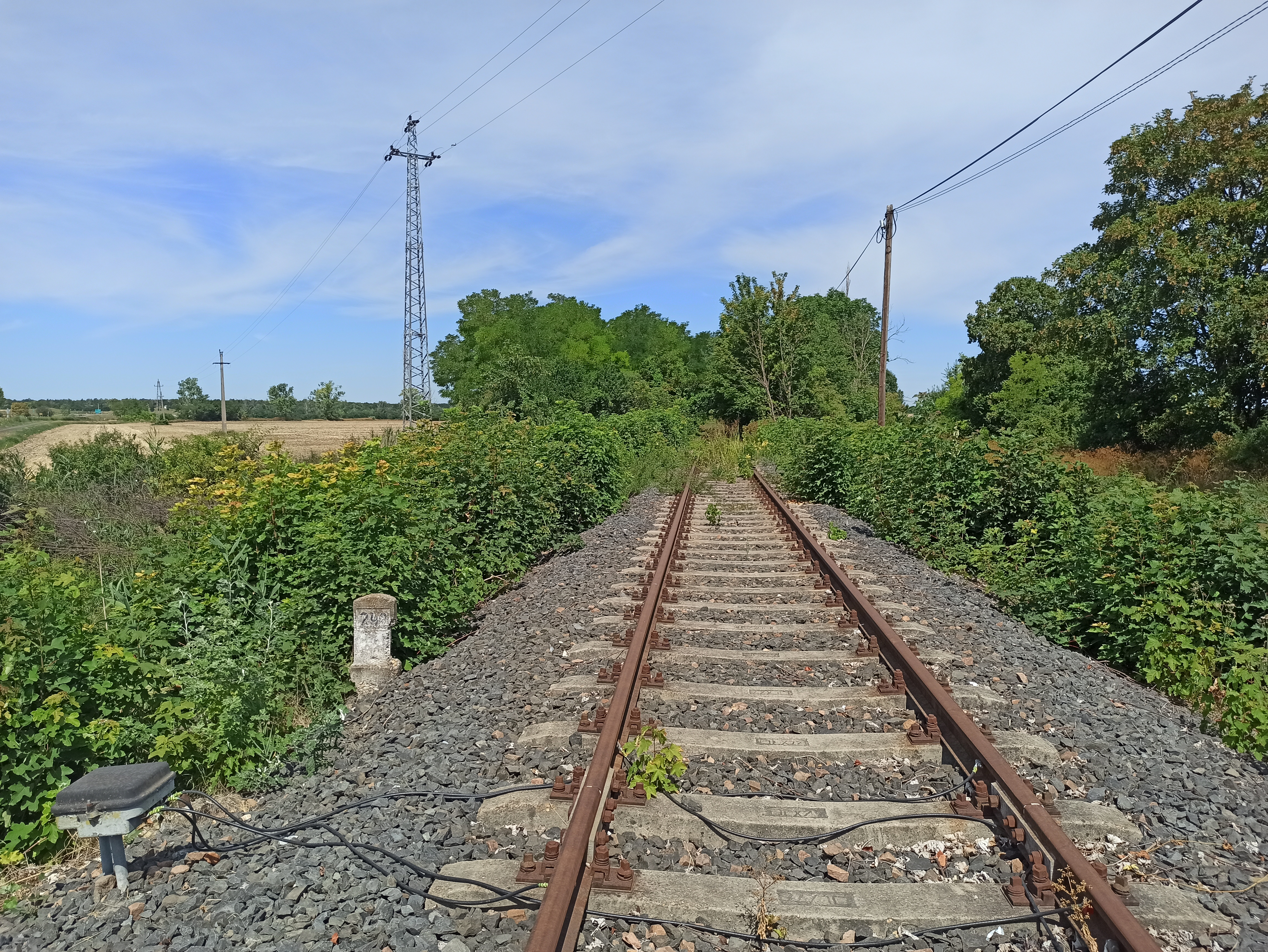
Átlagos állapotok a betonaljas...
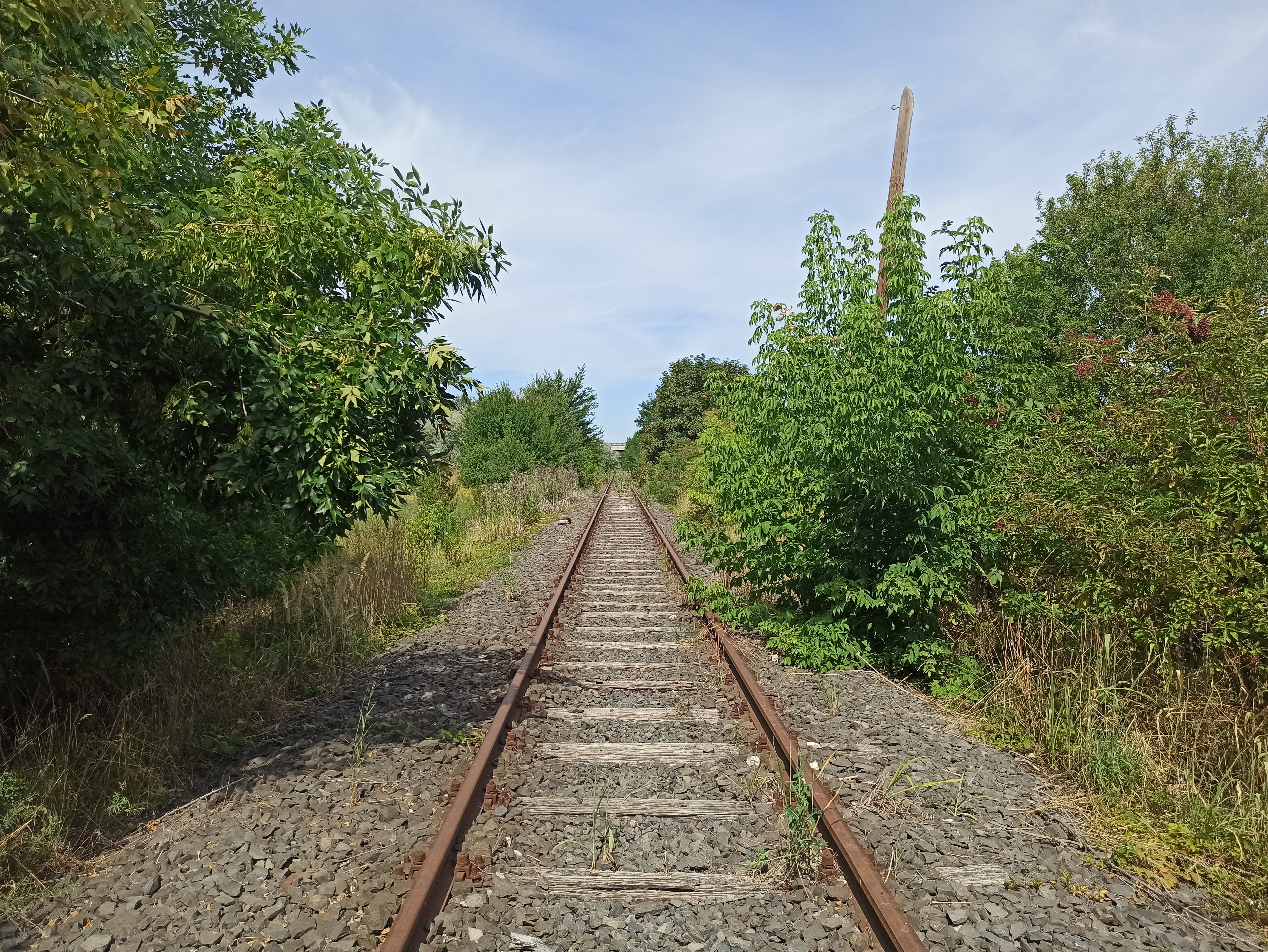
...és a talpfás részen

Egyetlen megállási pontja Balatonfőkajár megállóhely volt. Csajág állomás után a 29-es vonal régi nyomvonalának hídjával találkozhatunk. Ezt a szakaszt is a Csajág–Papkeszi szakasszal együtt zárták ki a forgalomból.
A bezáráskor itt nem volt egyetlen lassújel sem, végig 50 km/h-val közlekedtek a vonatok.
7 közúti- és egy kerékpárúti vasúti átjáró létesült a vonalszakaszon. Ezek közül jelenleg egy közúti (242-243. szk.) és a kerékpárúti (242-243.szk.) átjáró fénysorompóval biztosított. a Fejér vármegyei 4 vasúti átjáró (268-269., 281-282., 285-286., 290-291. szk) 2020 márciusában megszűnt. Ezek közül 2 (268-269., 290-291. szk.) fénysorompóval, egy (285-286. szk.) fény- és félsorompóval, egy (281-282. szk.) andráskereszttel volt biztosítva. A Veszprém vármegyei részen található még 2 andráskereszttel biztosított átjáró, a 235-236., és a 249-250. szelvényközökben. A kerékpárúti átjáró 2021 végén került megépítésre, a Budapest–Balatonakarattya kerékpárút részeként. A 242-243. szelvényközben található közúti átjárót 2011-ben, a 268-269. szelvényközben találhatót nem sokkal a vonal megszűnése előtt, 2007-ben, a 285-286. szelvényközben lévőt 2018. október 29–31. között újították fel. A szakaszt az M7-es autópálya felüljárón keresztezi, Balatonfőkajár határában.

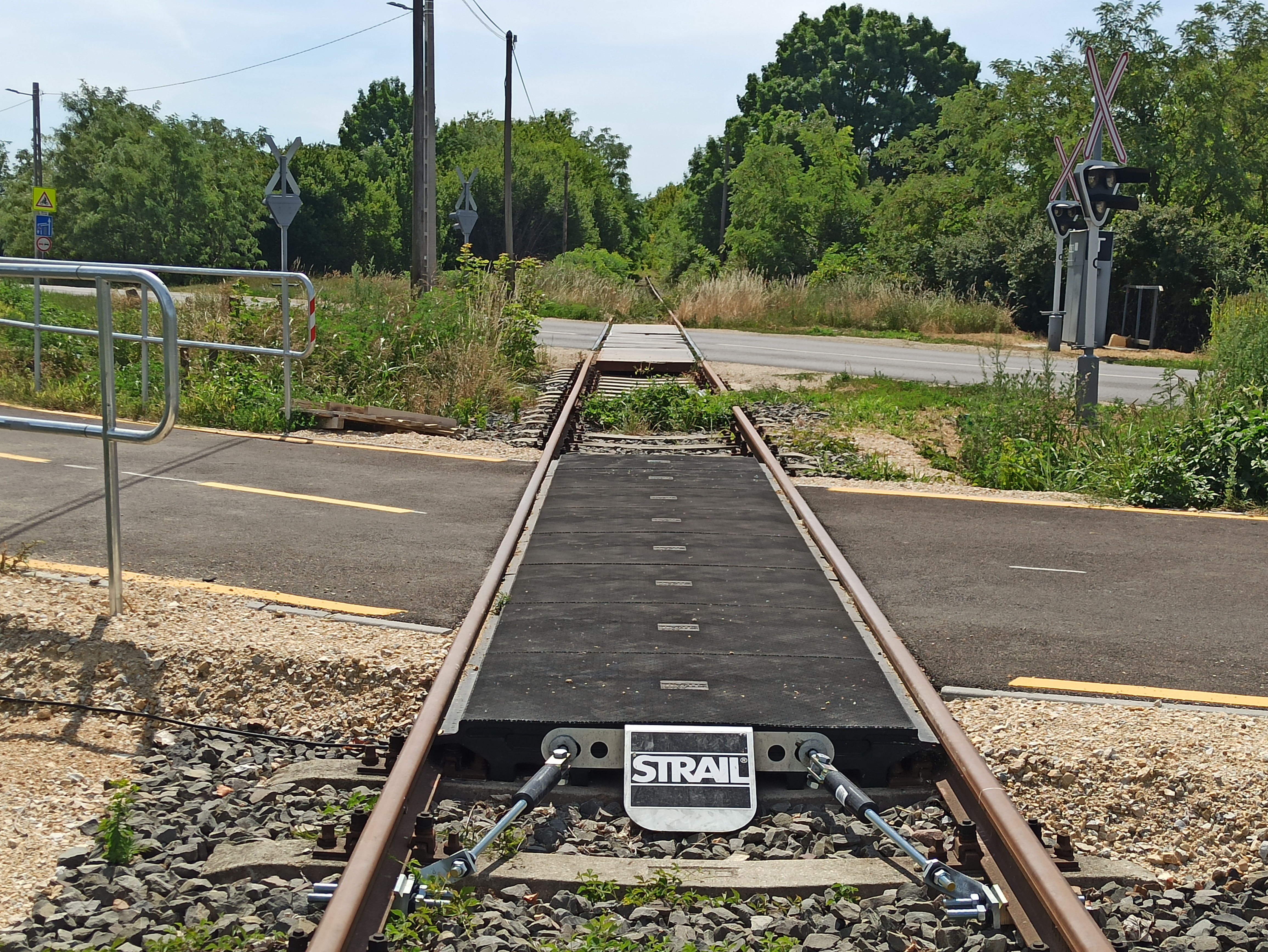
Kerékpárúti-, és közúti vasúti átjáró Balatonfőkajár környékén
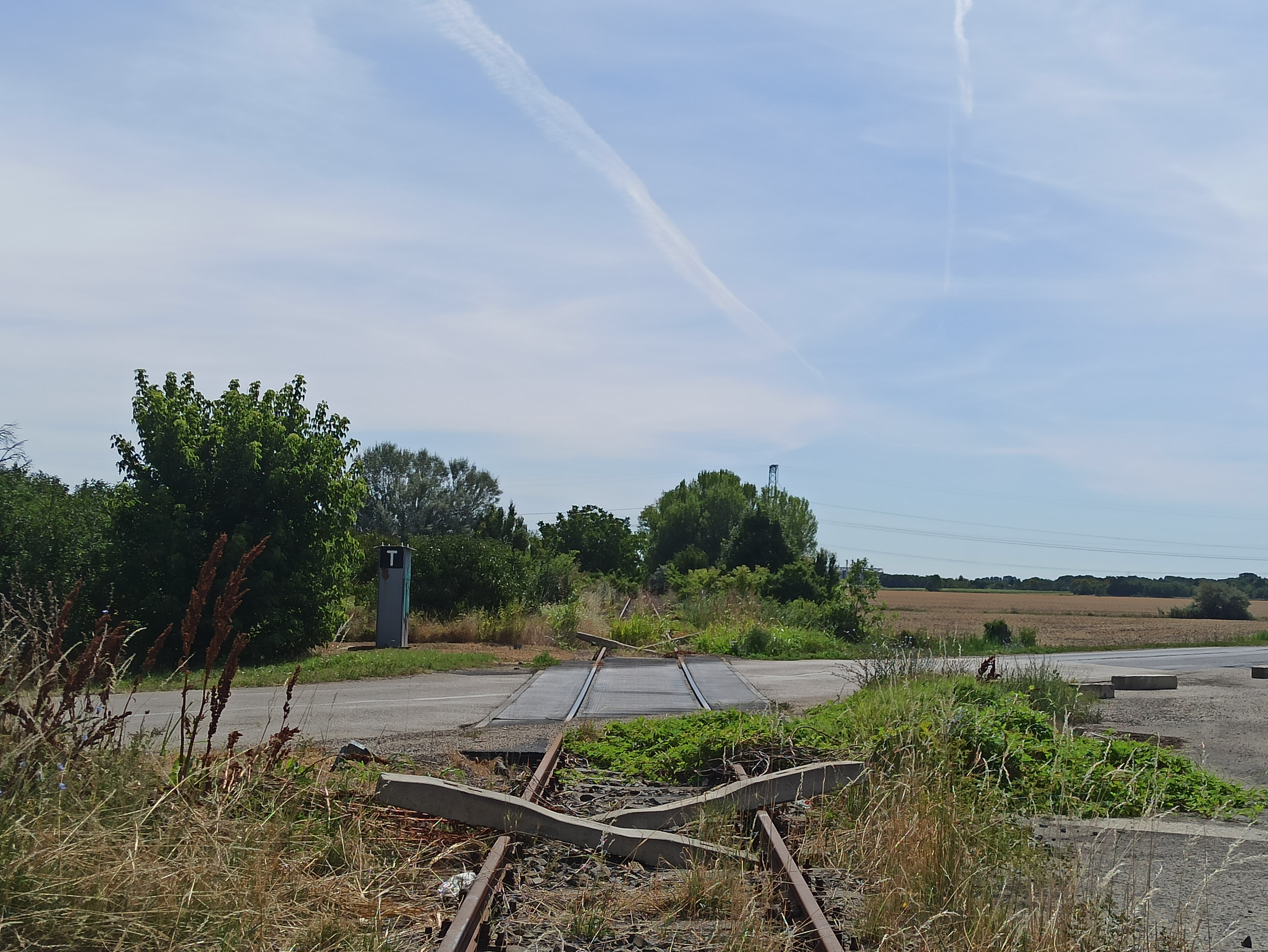
A 268-269. szelvényközben lévő útátjáró

Az utóbbi években a növényzet ezt a szakaszt sem vette vissza különösebb mértékben.

## Újranyitás
A vasútvonal újranyitásáért a Cuha-völgyi Bakonyvasút Szövetség küzd. Ők Győr–Veszprém-Hajmáskér–Csajág–Lepsény–Siófok útvonalban gondolkodnak.
Az első kísérlet 2011-ben volt részükről, amikor is a vonal menti településekkel, és az akkori miniszterekkel, képviselőkkel konferenciát tartottak a vonal használhatósága érdekében. Ez sajnos nem járt eredménnyel.
A következő próbálkozás 2018-ban volt, amikor is a Szövetség egy figyelemfelhívó különvonatot szervezett a járható részen, Veszprém és Papkeszi között. A menetet egy remot Dácsia vontatta (478 329), és 2 Bhv kocsiból állt. A vonat minden állomáson és megállóhelyen megállt, oda- és visszaútban is. Mindenhol nagy lelkesedéssel fogadták a helyiek a szerelvényt, egyes helyeken beszédet mondtak a polgármesterek, máshol énekkel fogadták a különvonat népét a helyiek. Papkeszin több program is volt. A vonattal együtt aláírásgyűjtés is volt, ahol 1551 a vonal újranyitását támogató aláírás gyűlt össze. Több település önkormányzata határozatban támogatta a 27-es vonal újranyitását. Ezután a Bakonyvasút Szövetség elküldte az elkészített határozatokat, dokumentumokat és az aláírásokat az illetékes minisztériumba. Válasz a mai napig nem érkezett a minisztériumból, így hát ez a kísérlet sem járt sikerrel.

## Állomások, megállók

### Hajmáskér állomás
Hajmáskér állomást 1872. augusztus 9-én nyitották meg a Magyar Nyugoti vasút Székesfehérvár–Celldömölk (mai 20-as) vonal részeként. Épülete közép oromzatos felvételi épület. Az állomás a 20-as számú, egyvágányú, villamosított, normál nyomtávolságú vasútvonalon Pétfürdő és Veszprém állomások között helyezkedik el a 353-372. szelvényközben. Jellege a 20-as fővonalon középállomás, a 27-es vonalon elágazó állomás. Az állomáson Siemens–Halske biztosítóberendezés üzemel. Az állomáson fény bejárati-, és alak kijárati jelzők működnek. Az állomáson 6 vágány található, ezek közül az első 594-, a második (20-as vonal átmenő fővágány) 676-, a harmadik (27-es vonal átmenő fővágány) 635-, a negyedik 577-, az ötödik 430-, a hatodik pedig 440 méter. Az állomáson 5 egyéb vágány található; egy a honvédség rakodója, egy a régi laktanyára vezető iparvágány, egy a lőtérre vezető iparvágány, egy rakodóvágány, és egy állomás melletti telephelyre vezető iparvágány. Az állomáson raktárépület is található,a Veszprém felőli kijáratnál. Az állomáson három darab, 1,65m széles, sínkorona+0 cm magas peron létesült. Az állomáson hangosbemondás üzemel.

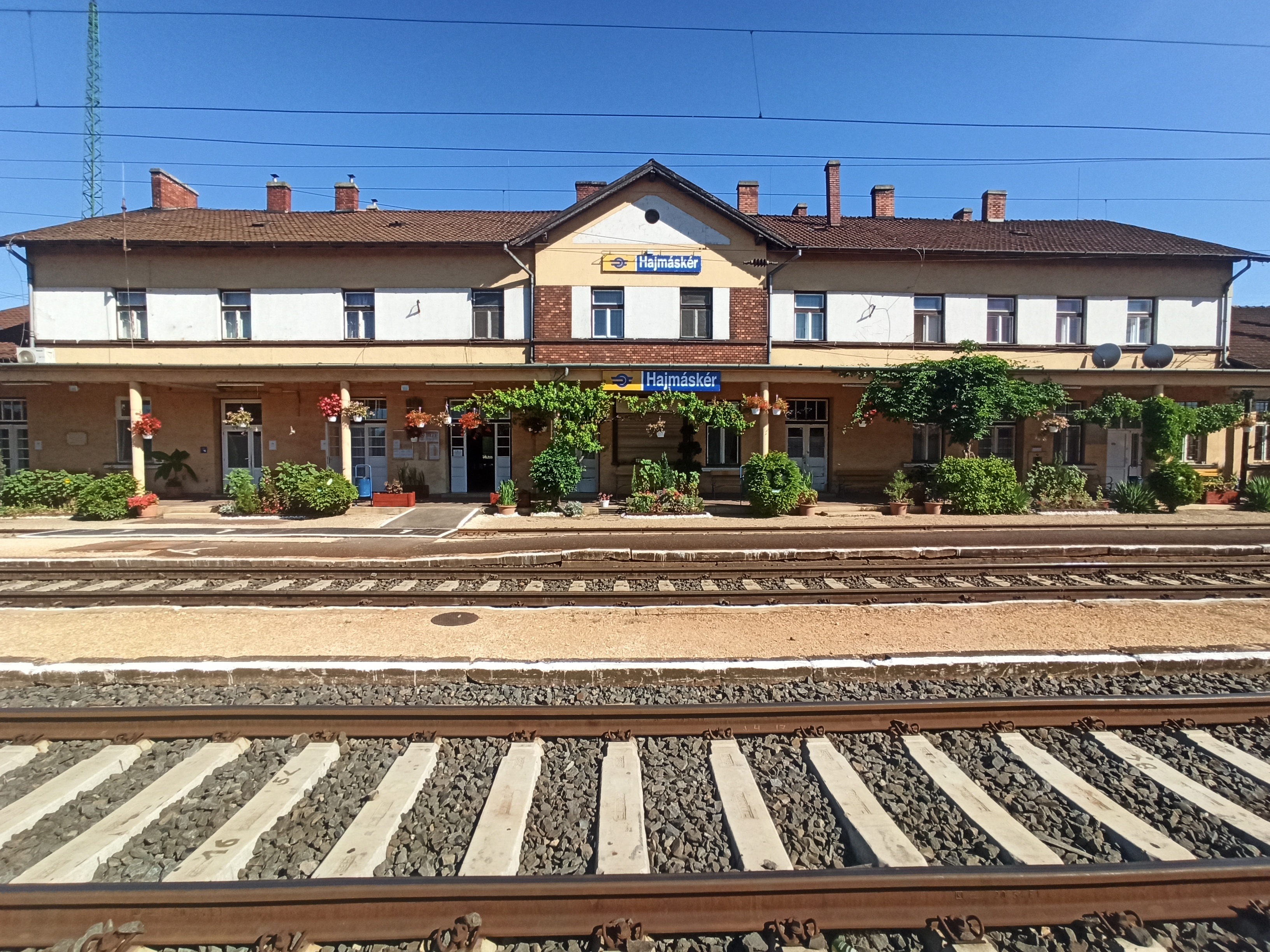
Hajmáskér vasútállomás

### Sóly megállóhely
Ez a megállóhely kibővített őrhellyel rendelkezik, mely a 22. számot viseli. Forgalmi személyzet már a bezáráskor sem volt, a jegykiadás is a kalauz feladata közé tartozott. A megállóhely a 29-es szelvényben fekszik. Peronja sínkorona+0 cm-es, Hajmáskér felől a jobb oldalon helyezkedik el, ahogy az épület is. Az őrhelyhez tartozó épületek a mai napig állnak. A megálló épületén leltári szám is található. A megálló a falu központjához képest jó helyen létesült, mindössze 500 méterre van tőle.

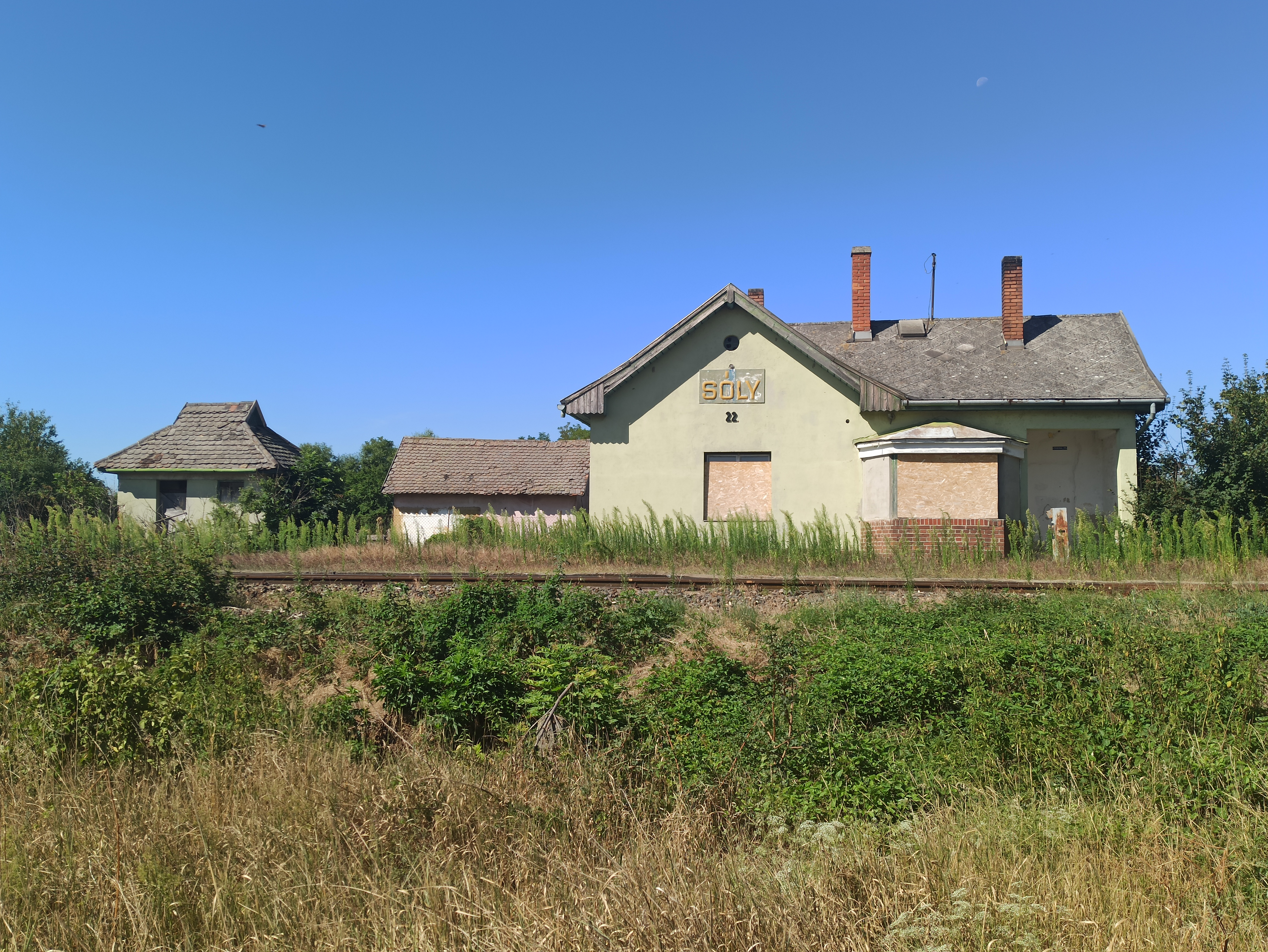
Sóly megállóhely
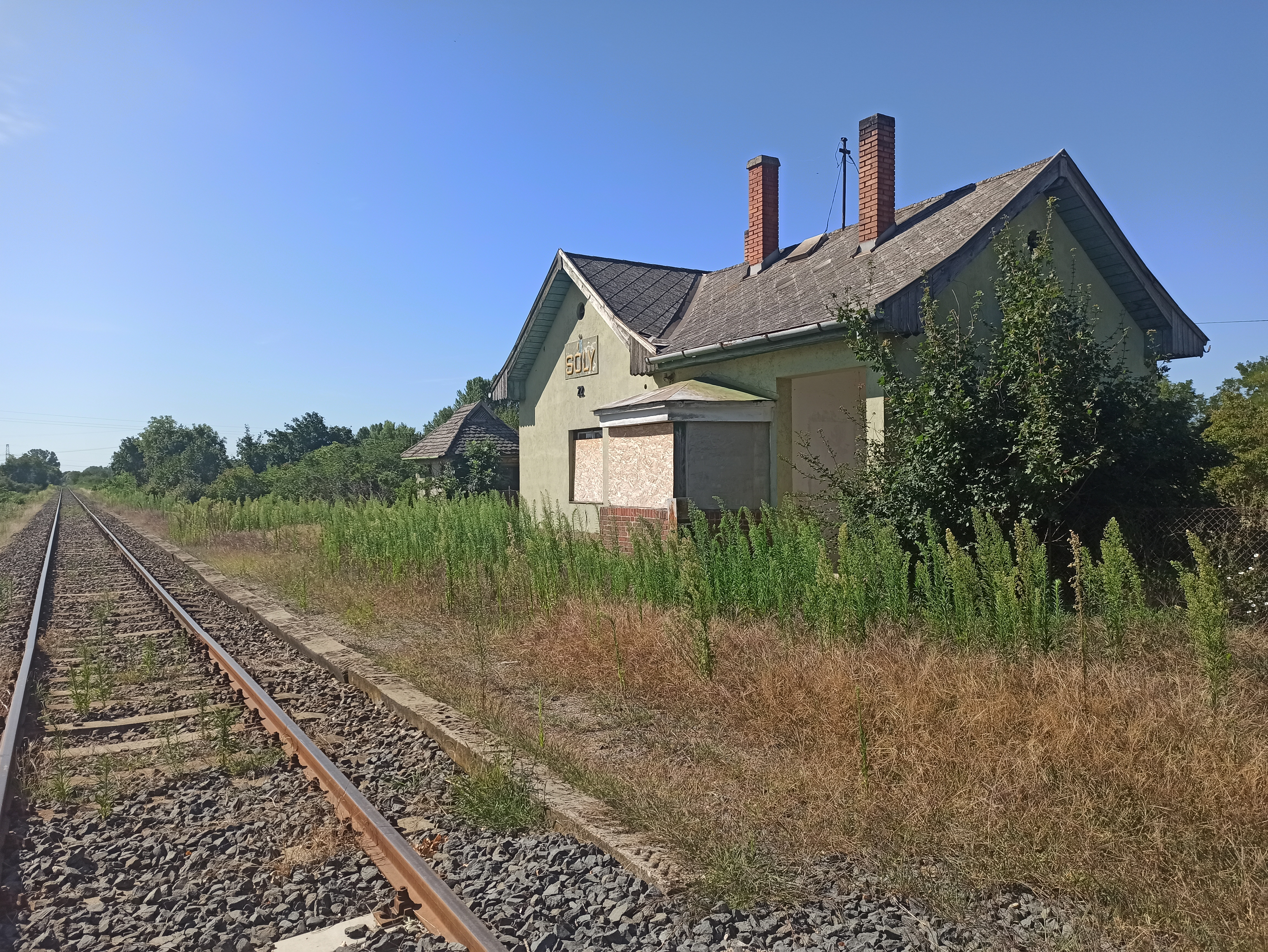

### Vilonya-Királyszentistván megállóhely
Vilonya-Királyszentistvánon is őrhely létesült épületként. Ez a mai napig lakóházként funkcionál. A megállóhelynek régebben a vonal életében nagy szerepe volt, mivel a fűzfőgyártelepi iparvágány innen ágazik ki. Az elágazás jelzői alakjelzők, minden irányból. Ezek azonban napjainkban már érvénytelenítve vannak. A megálló névtáblája hossza miatt nem az épületen található, hanem amellett áll. Sólyhoz hasonlóan itt is sínkorona+0 cm-es peron van, Hajmáskér felől a bal oldalon. A megálló az 52-es szelvényben található. A megálló Vilonya és Királyszentistván között épült. Mindkét falu központja 800 méterre van tőle. Itt volt szolgálat a vonal bezárásakor, a váltót, jelzőket, és a csapórudas sorompót is a forgalmi szolgálattevő kezelte.

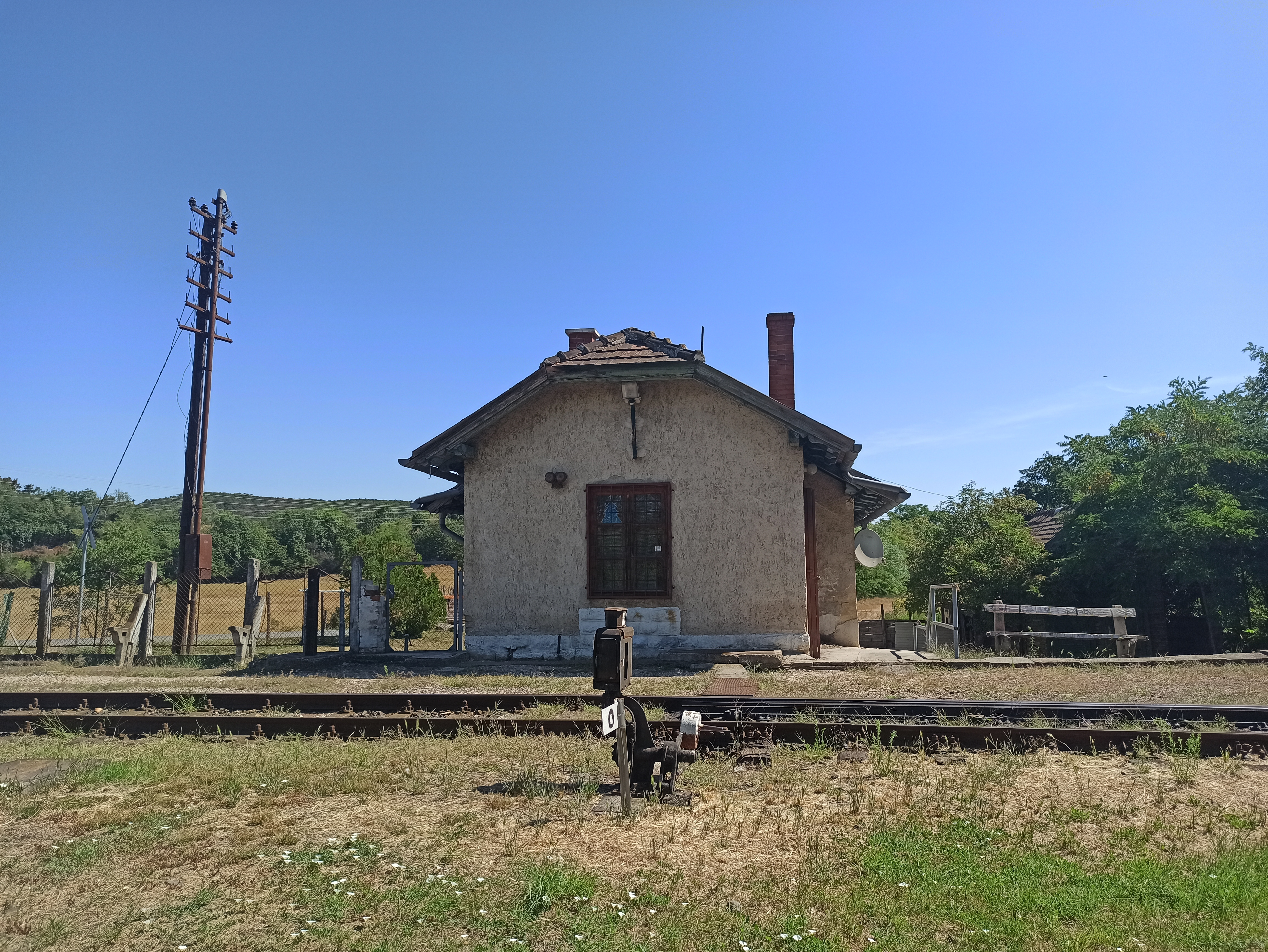
A megállóhelyen funkcionáló őrház

### Papkeszi állomás
Papkeszi állomáson 5 vágány található; az első 299-, a második 302-, a harmadik (átmenő fővágány) 759-, a negyedik és az ötödik a kezdőpont felől 450–450 m. Utóbbi vágányokat 1985 tavaszán hosszabbították meg. Az állomás a 89-86. szelvényközben épült. Az állomáson forgalmi személyzet már nincs, a bezáráskor még volt. A szolgálathoz szükséges forgalmi ténykedéseket a kiszolgáló menet tolatószemélyzete látja el. Az állomás kocsirakományú áruforgalomra megnyitott szolgálati hely. Napjainkban az első három vágány forgalomból ki van zárva. Az állomás fényjelzői érvénytelenítve vannak, mind Csajág, mind Hajmáskér irányából. Az állomás HÉV III.osztályú felvételi épülettel rendelkezik. Emellett egy raktárépület is található a felvételi épülettől nyugatra. Az állomáson két, sínkorona+0 cm-es peron helyezkedik el. A bezáráskor még fát is rakodtak az állomáson. A Fertilizers iparvágánya a negyedik vágányból ágazik ki az állomás keleti végén. Az állomáson minden váltó kézi állítású. Az állomás utasforgalma a bezáráskor elég gyér volt, mivel az állomás a falu központjától több, mint 2 km-re fekszik.

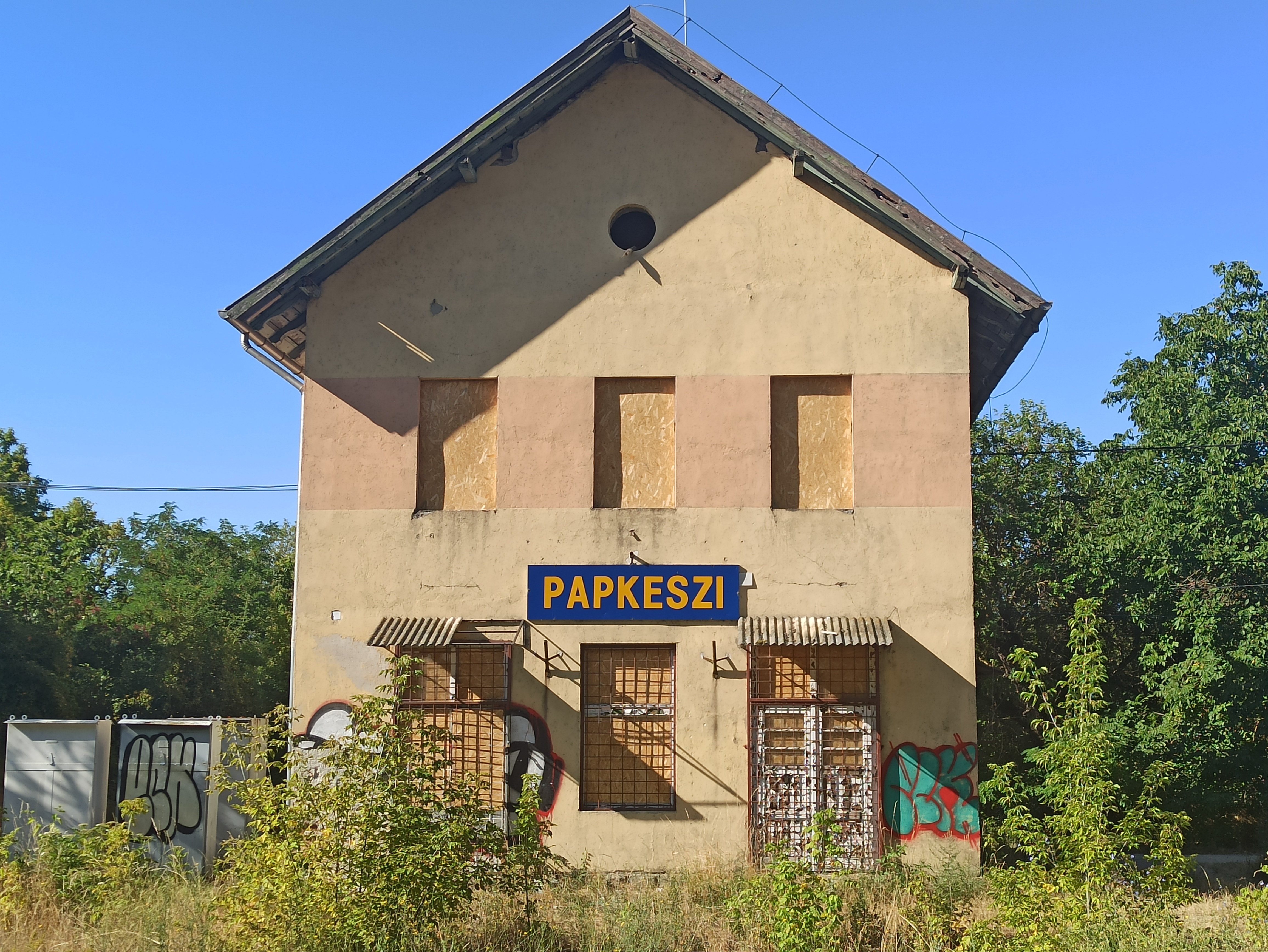
Papkeszi állomás felvételi épülete
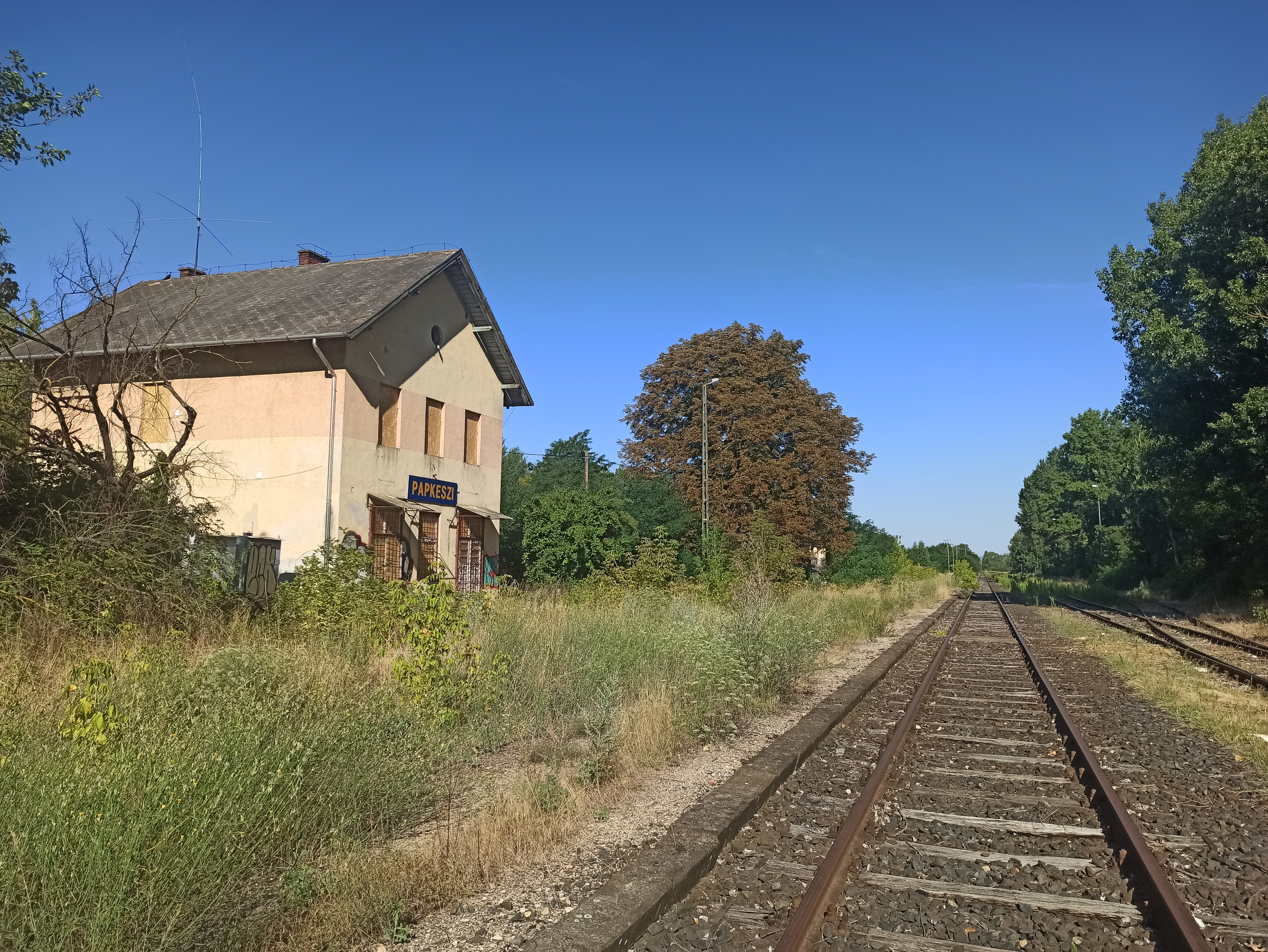
Csajág felől

### Berhida megállóhely

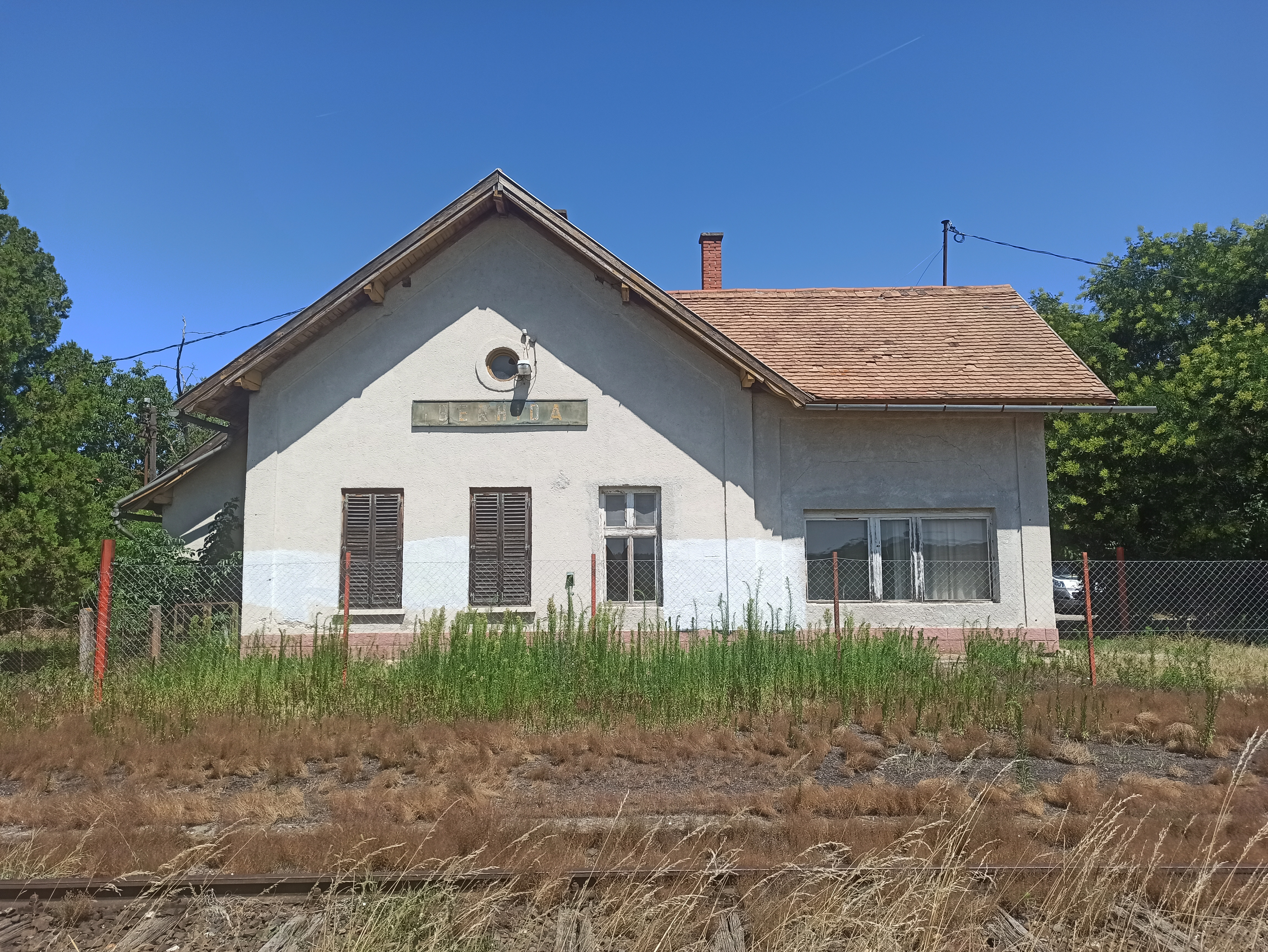

Berhidán eredetileg megálló-rakodóhely épült egy kitérő vágánnyal, amelyet a raktárépülettel az 1960-as évek végén elbontottak. A megálló a vonal 117-es szelvényében lelhető fel. A felvételi épület HÉV IV. osztályú, oldalt bővített. Az épület, és a hozzá tartozó földterületek 2021. május 30. óta bérlés alatt állnak, jelenleg kerítéssel elkerítették az épületet. A felvételi épülethez tartozó egyéb épületek többsége áll még az épület kertjében. Szolgálat itt sem volt már a bezáráskor, a vonal megszűnése után viszont pár évig laktak az épületben. Ahogy a vonalon eddig is, itt is sínkorona+0 cm-es peron épült. A városközpont itt is távol található, de a bezáráskor itt azért aránylag nagy volt az utasforgalom. Érdekesség, hogy ha le van nyírva a fű a megállóhelyen, még látszik az első vágány peronjának vége. A megálló területét évente kétszer legyomirtózzák.

### Küngös megállóhely
Küngösön a falu határában, ám jó helyen, a központtól kb. 200 méterre épült a megálló. Berhidához hasonlóan, itt is létesült rakodóvágány. A különbség csak annyi, hogy Küngösé a mai napig megvan. Az 1970-es években azonban a rakodóvágány Hajmáskér felőli kiágazását elbontották, így csonkavágánnyá alakult a rakodóvágány. A Csajág felőli váltónál féksaru, és vágányzáró sorompó található. Ezt a vágányt egyébként a megálló mellett épült mezőgazdasági üzem használta az 1990-es évekig. A megálló épülete őrház, napjainkban tájház működik benne. Küngös megállóhelye a 175. szelvényben fekszik. Az őrházra 2022 tavaszán kikerült az eredeti tábla is. Itt is sínkorona+0 cm-es peron épült. Küngösnek nagy szüksége lenne a vasútra, mivel a tömegközlekedéssel való eljutás Veszprémbe/Siófokra nagyon nehezen oldható meg. Nem véletlen, hogy a bezáráskor a rossz menetrend ellenére is rendkívül sokan utaztak vonattal.

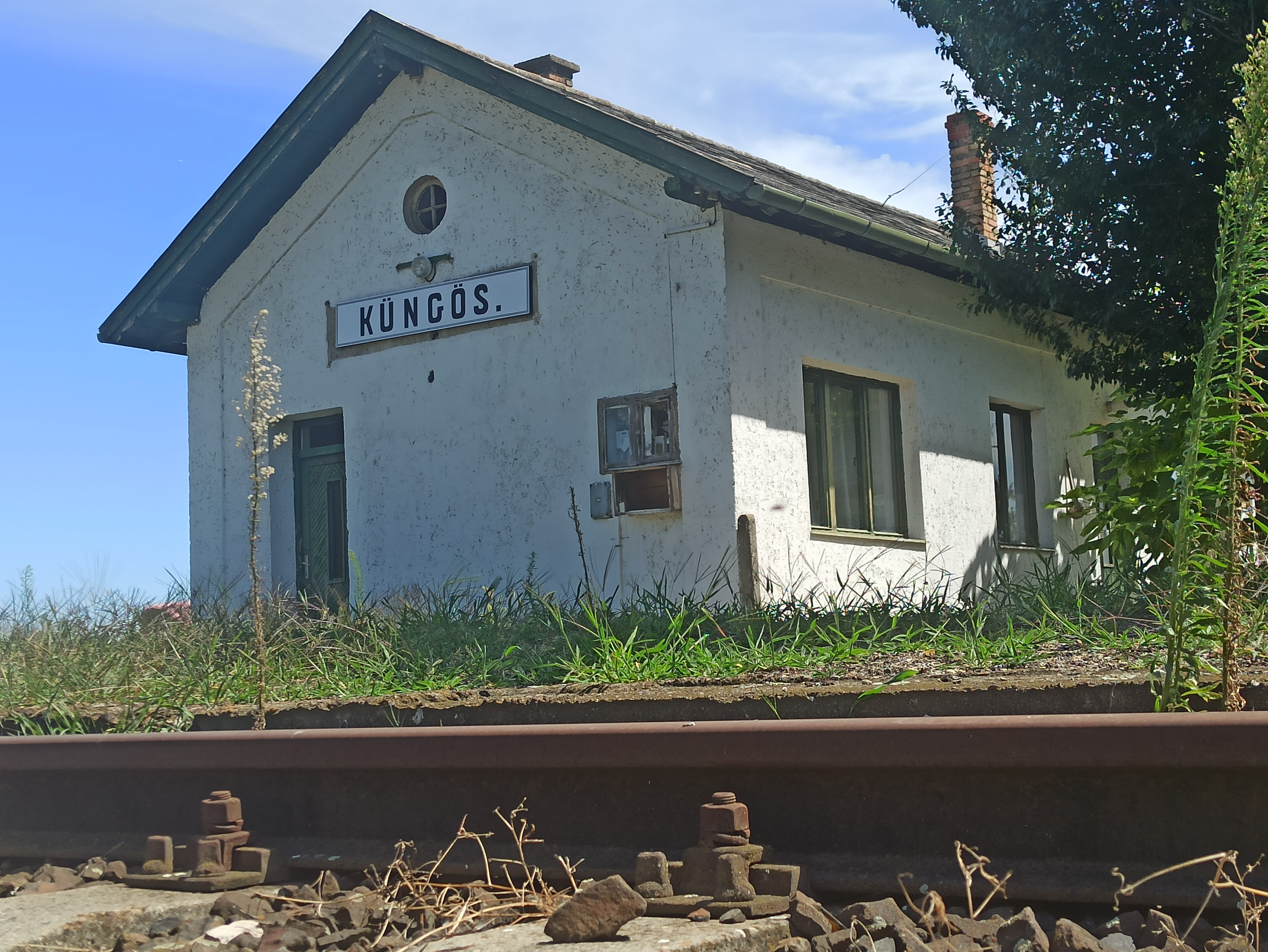
A korábbi őrházban tájházat alakítottak ki
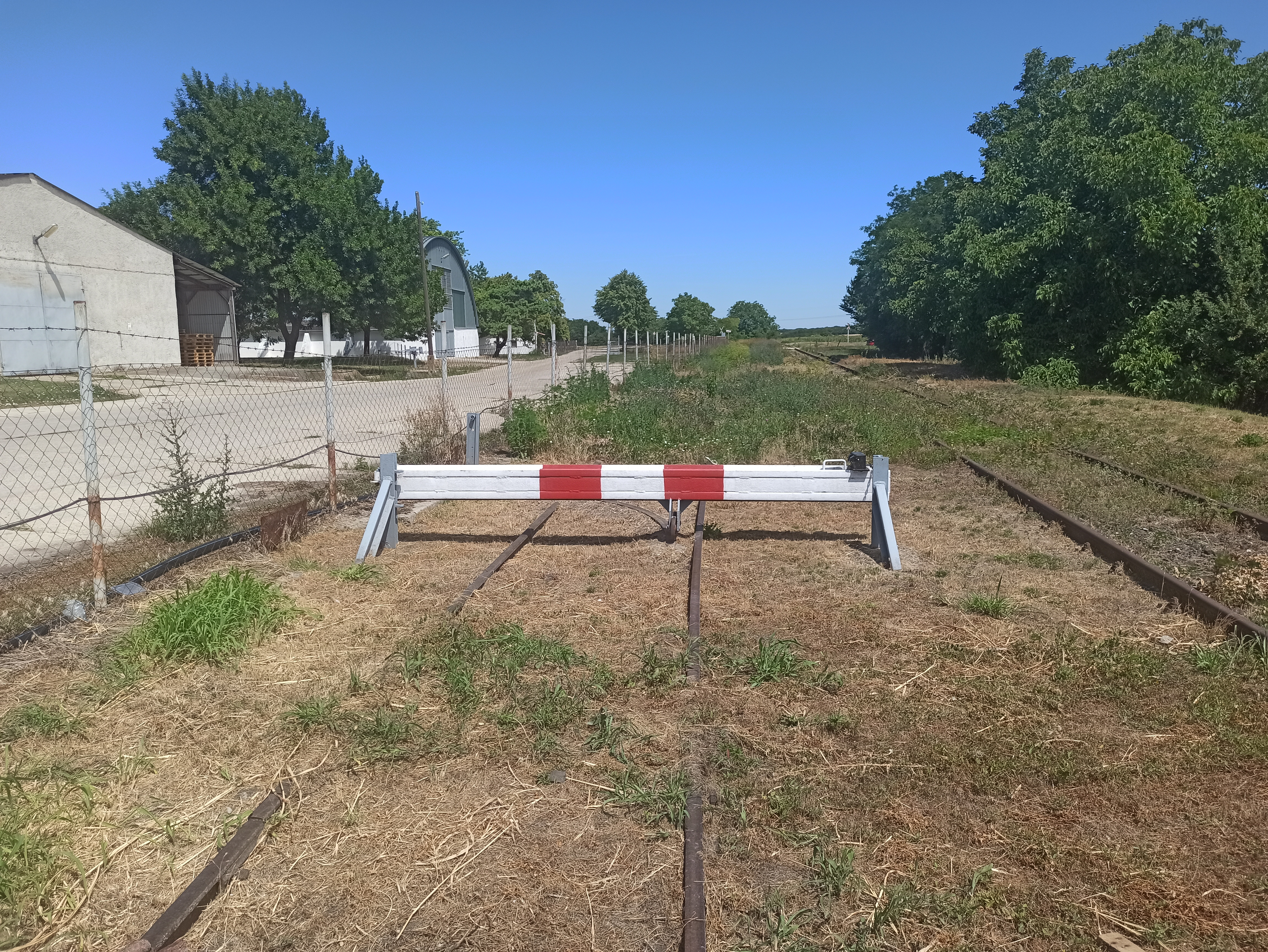
Balra a rakodó csonkavágány, jobbra a 27-es vonal látható

### Csajág Felső megállóhely
Csajág felső az egyetlen megállóhely a vonalon, ahol sínkorona+30 cm-es peron épült. A bezáráskor egy esőbeálló várta az utasokat, amit a megszűnés után érthető okokból elbontottak. A névtábla itt is külön oszlopon látható. Ez a megálló a legutasbarátibb megálló a vonalon. A központ igaz 300 méterre van, de a csajági lakosok ezt a megállót használták inkább, mert Csajág állomás jóval kiesik faluból. A megálló a 207. szelvényben található.

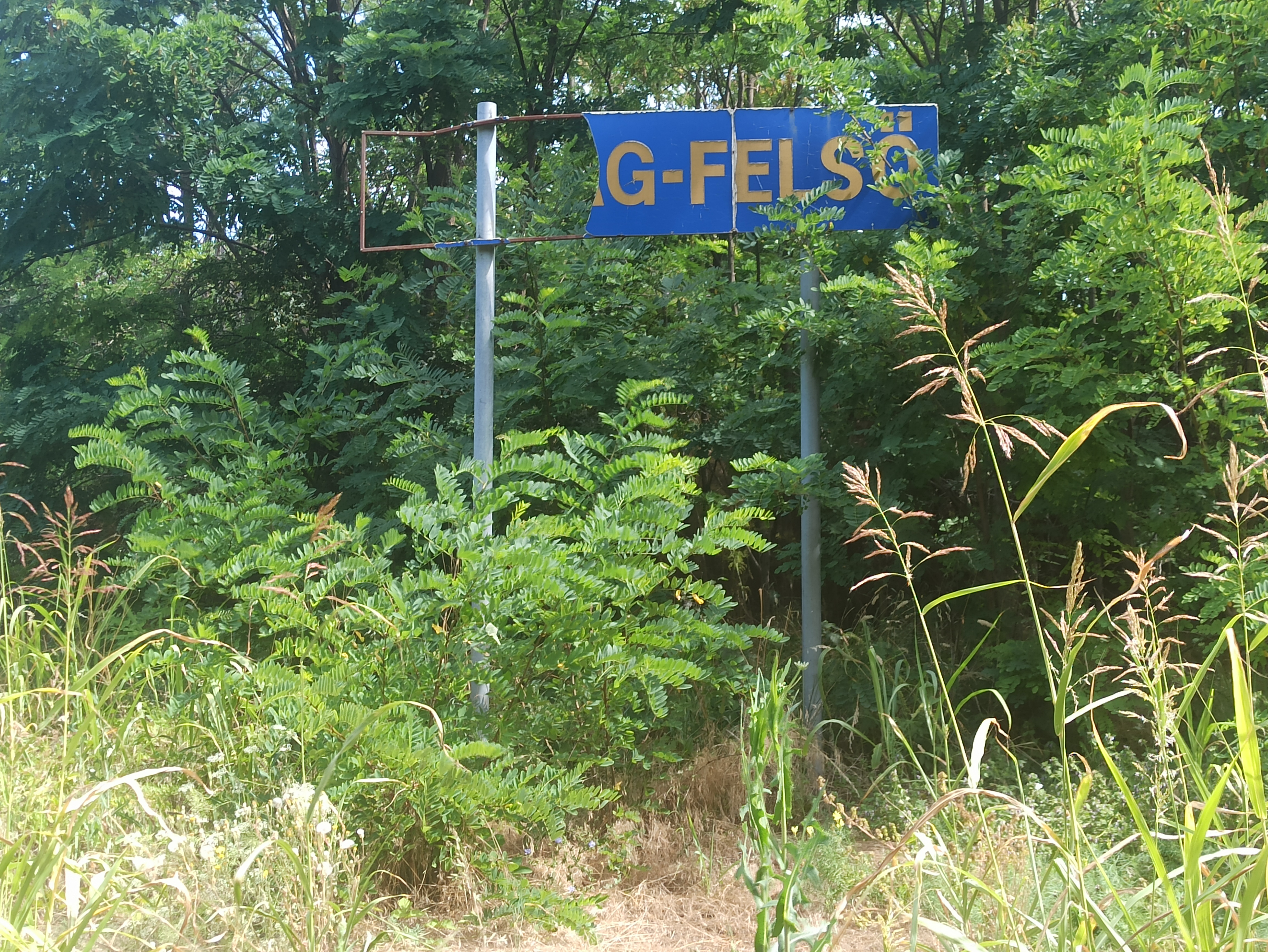
Csajág Felső névtáblája napjainkban

### Csajág állomás

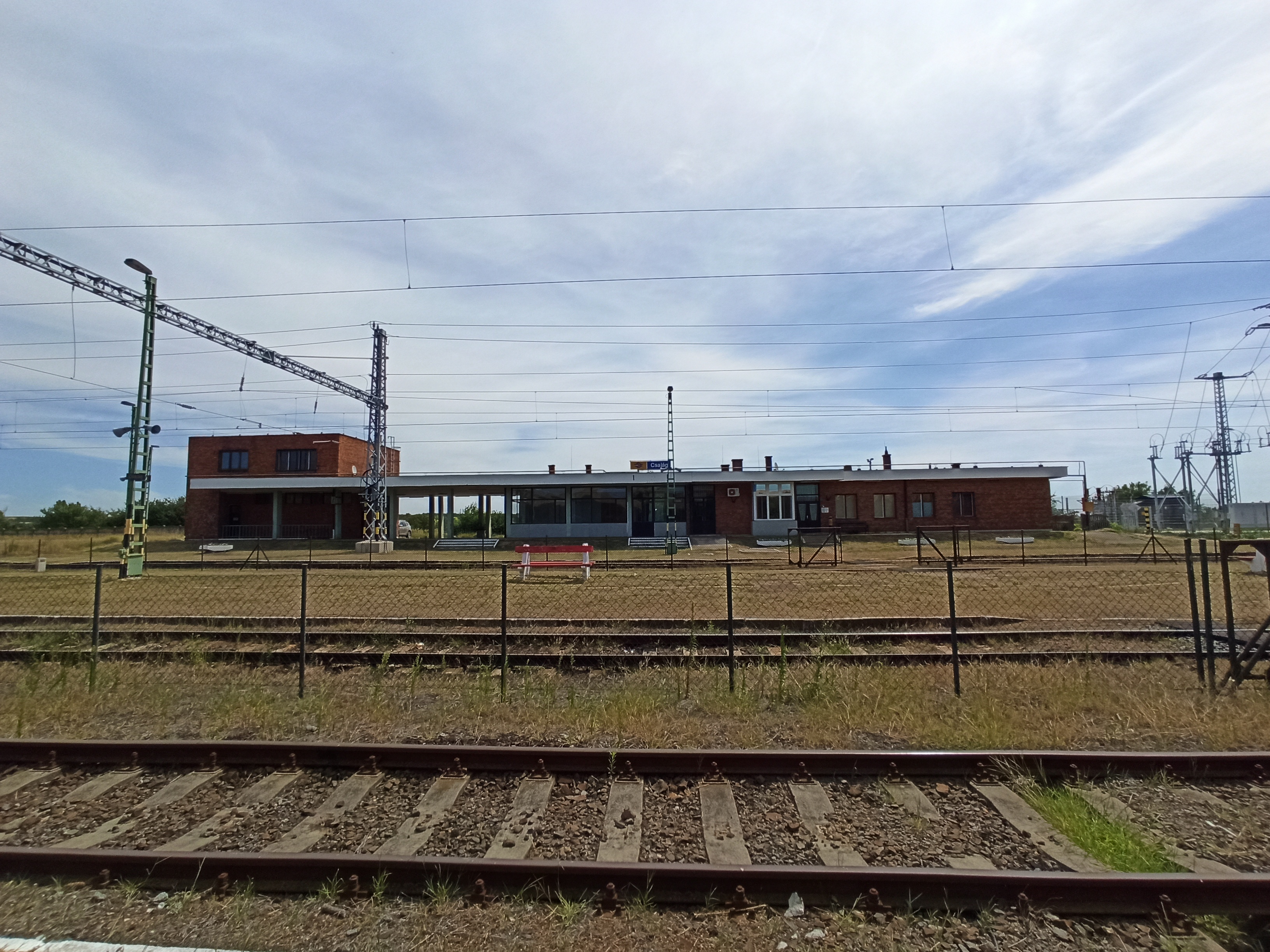

Ezt az állomást az 1960-as évek végén hozták létre, mivel a 29-es vonal eredetileg egy felüljárón keresztezte a 27-es vonalat. Azonban addig is létezett kapcsolat a két vonal között, mivel a 29-esen volt egy Csajág állomás, a 27-esen pedig létezett egy megálló Csajág átszálló néven. Ezek aztán a nyomvonalkorrekcióval megszűntek. A nyomvonalkorrekció mindkét vasútvonalat érintette. Az állomáson felvételi épület található. A vágányokhoz aluljáró vezet. Az állomás jelzői mind fényjelzők. Peronjai (3 db) gyöngykavics burkolatúak, sínkorona+15 cm magasak. A 29-es vonalon az állomás a 297-314. szelvényközben, a 27-es vonalon 206-225. szelvényközben épült. Jellege mindkét vonalon középállomás. Csajágon DOMINO 55 típusú biztosítóberendezés üzemel. Az állomáson 5 vágány található. Ezek közül az első és a második 566-566, a harmadik (osztott) 250/230, a negyedik és ötödik 247-247 méter. Ezen kívül létesült még egy csonkavágány Tapolca irányába, ez 110 méter. Csajág állomáson helyből kezelt hangosbemondás van.

### Balatonfőkajár megállóhely
Balatonfőkajár eredetileg 3 vágányos állomással rendelkezett. Az 1970-es évek második felében azonban a két kitérő vágányt felszedték. Eredetileg HÉV III. osztályú felvételi épülettel rendelkezett, de az épületet később jelentősen átalakították; lebontották az emeletet, a tetőszerkezetet gúla alakúra cserélték, ablakait megnagyobbították, és oldalt kibővítették. A megálló a 245-247. szelvényközben fekszik. Az épület és a raktárépület a bezáráskor már nagyon rossz állapotban volt, szolgálat nem volt a megállóhelyen. 2022. április végén mindkettő épületet elbontották. A megállón sínkorona+0 cm-es peron épült. Hajmáskér felől a bal oldalon létesült a megálló. Itt is jelentős volt az utasforgalom Veszprém felé, mivel a település Veszprém vármegye határában található, és a buszmenetrend nem nyújtott elfogadható alternatívát a vasúttal szemben.

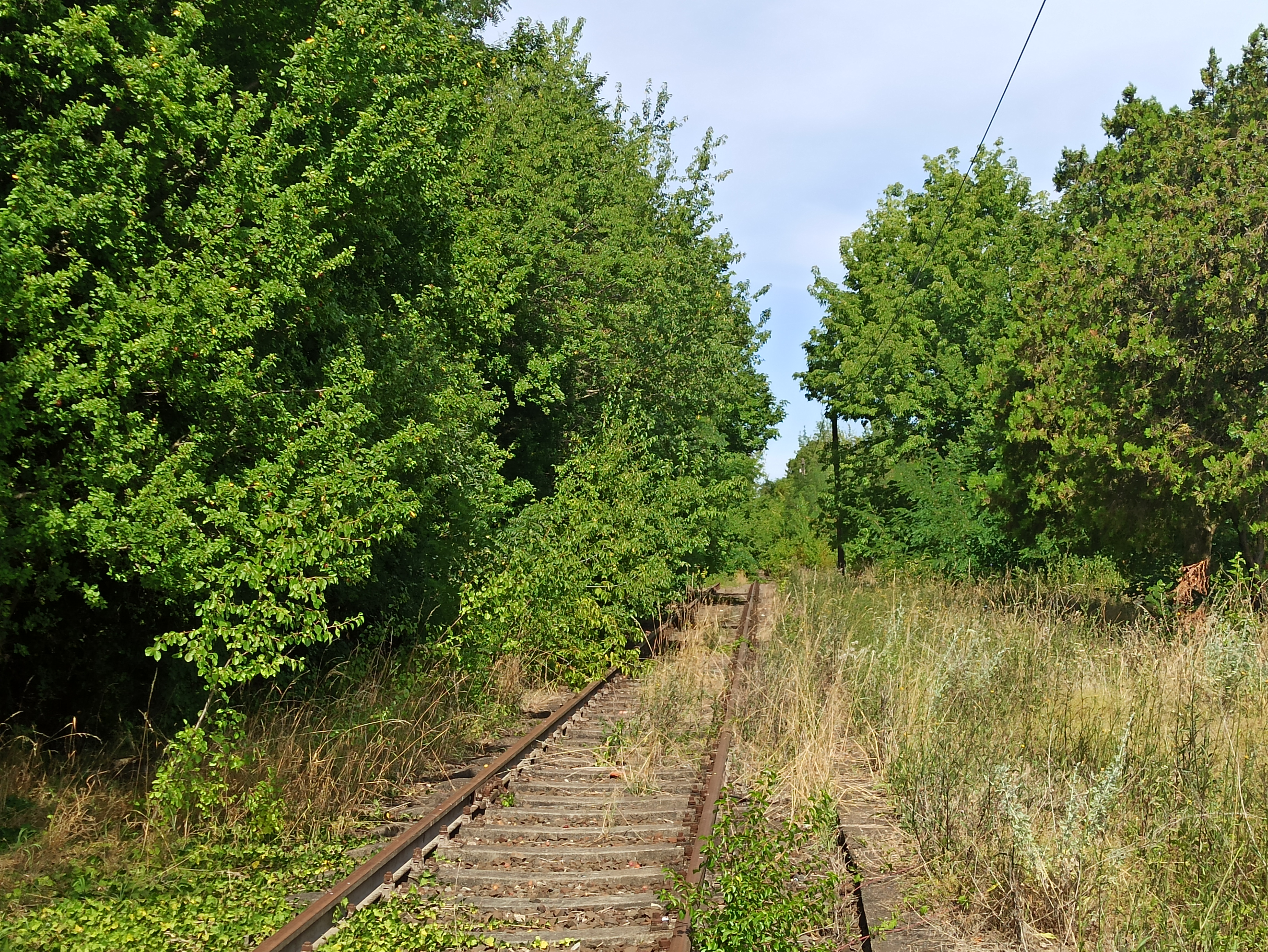
Balatonfőkajár megállóhelyről Csajág irányába
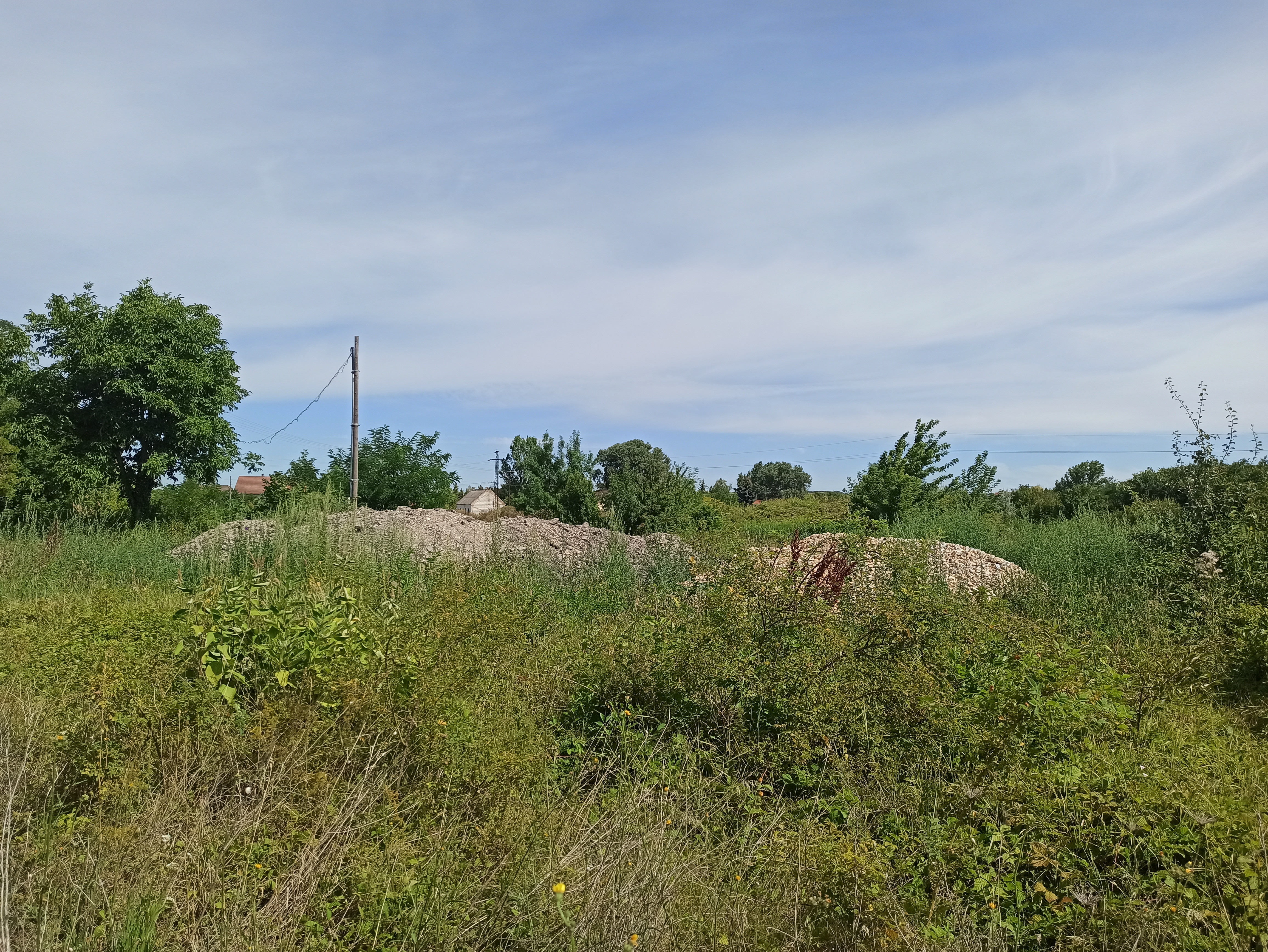
Az épület helye

### Lepsény Felső megállóhely
A valamikori 28-as őrház rövid ideig Lepsény felső néven megállóhelyként is funkcionált. Lepsényben, a 7-es főút keresztezésénél helyezkedett el. A megállóhely 1960. május 29-én szűnt meg. Az őrházat később lebontották, napjainkban már hűlt helyét sem látni.

### Lepsény állomás
Lepsény állomás a 30-as számú vasútvonalon a 940-958-as szelvényközben helyezkedik el. Az állomásból kiágazik a 27-esen kívül a 49-es vasútvonal is. Az állomáson INTEGRA DOMINO 55 típusú biztosító berendezés üzemel. Eredeti épülete a Déli vasút emeletes típustervű épület volt, ezt azonban később jelentősen átalakították. Lepsény állomáson 8 vágány épült, az első 547-, a második 577-, a harmadik 587-, a negyedik (csonka, Veszprémi vonatok innen indultak) 187-, az ötödik 689-, a hatodik 711-, a hetedik 465-, a nyolcadik (csonka) 130 méter hosszú. Ezeken kívül épült még két terelő csonka vágány (25-, 30 méter), egy rakodó mellékvágány (451 méter), és egy rakodó csonkavágány (335 méter). Az állomás összes jelzője fényjelző. Az állomáson két sínkorona+15 cm magas, és egy sínkorona+55 cm magas peron található. Az állomáson hangosbemondás üzemel.

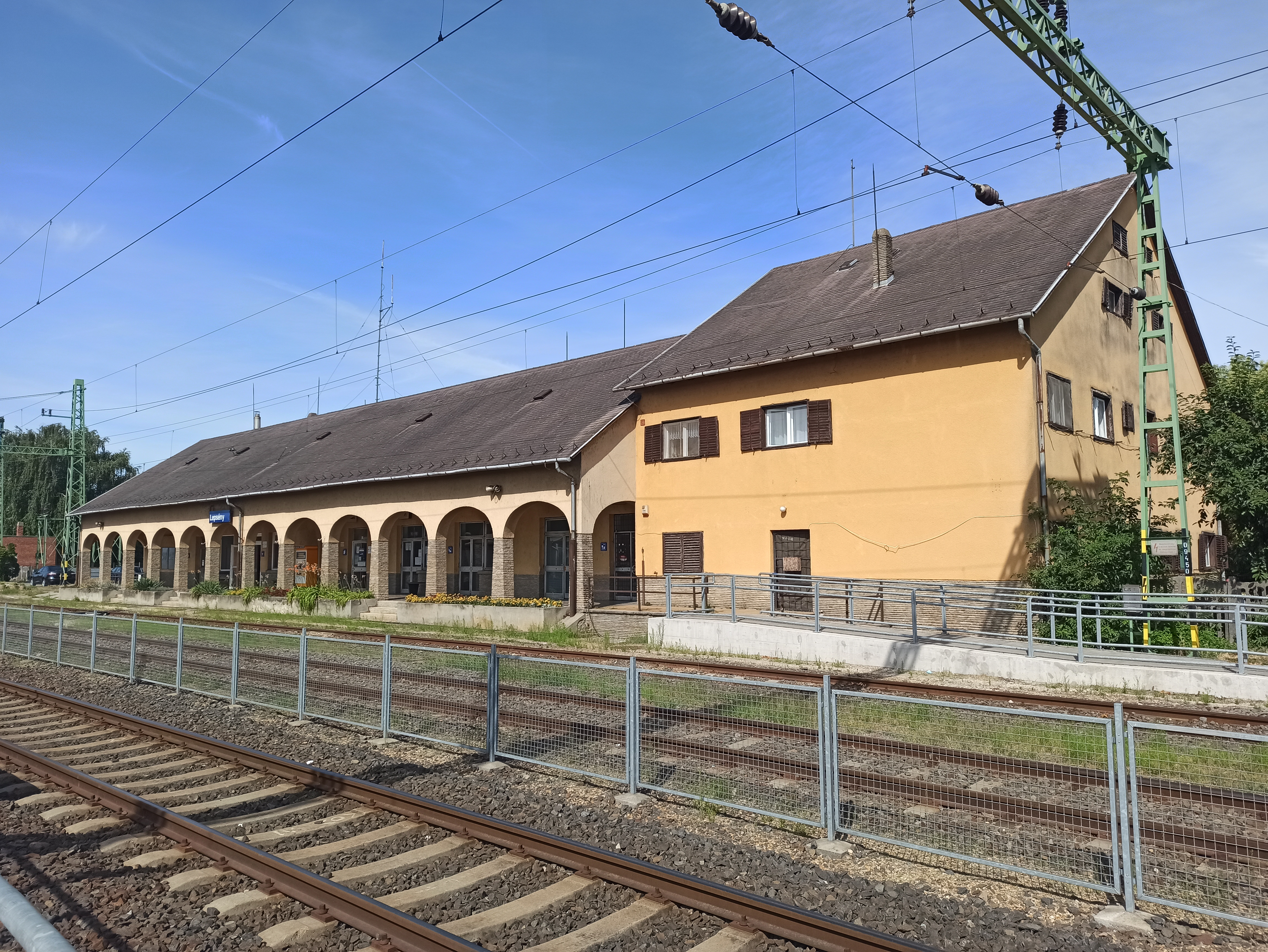
Lepsény állomás felvételi épülete

## Iparvágányok

### Peremartoni Fertilizers iparvágány
Ez az iparvágány a Berhida-peremartongyártelepi Colorchemia területén lévő Fertilizers Műtrágyagyártó Kft. telephelyére vezet be. Az iparvágány Papkeszi állomáson ágazik ki. 1930-ban épült, 1975 méter hosszban. Ebben az évben már 55434 tonna árut szállítottak rajta. Napjainkban körülbelül évi 10-15 tehervonat jár az iparvágányon, melyek Ukrajna felől érkeznek. A vonatok általában 20-25 kocsiból állnak. A gyár saját Bobo mozdonnyal rendelkezik, amely az A25 063-as pályaszámot viseli. Az iparvágányból kiágazik egy már nem használt vágány, mely a Colorchémia ltp. megszűnt telephelyére vezetett be.

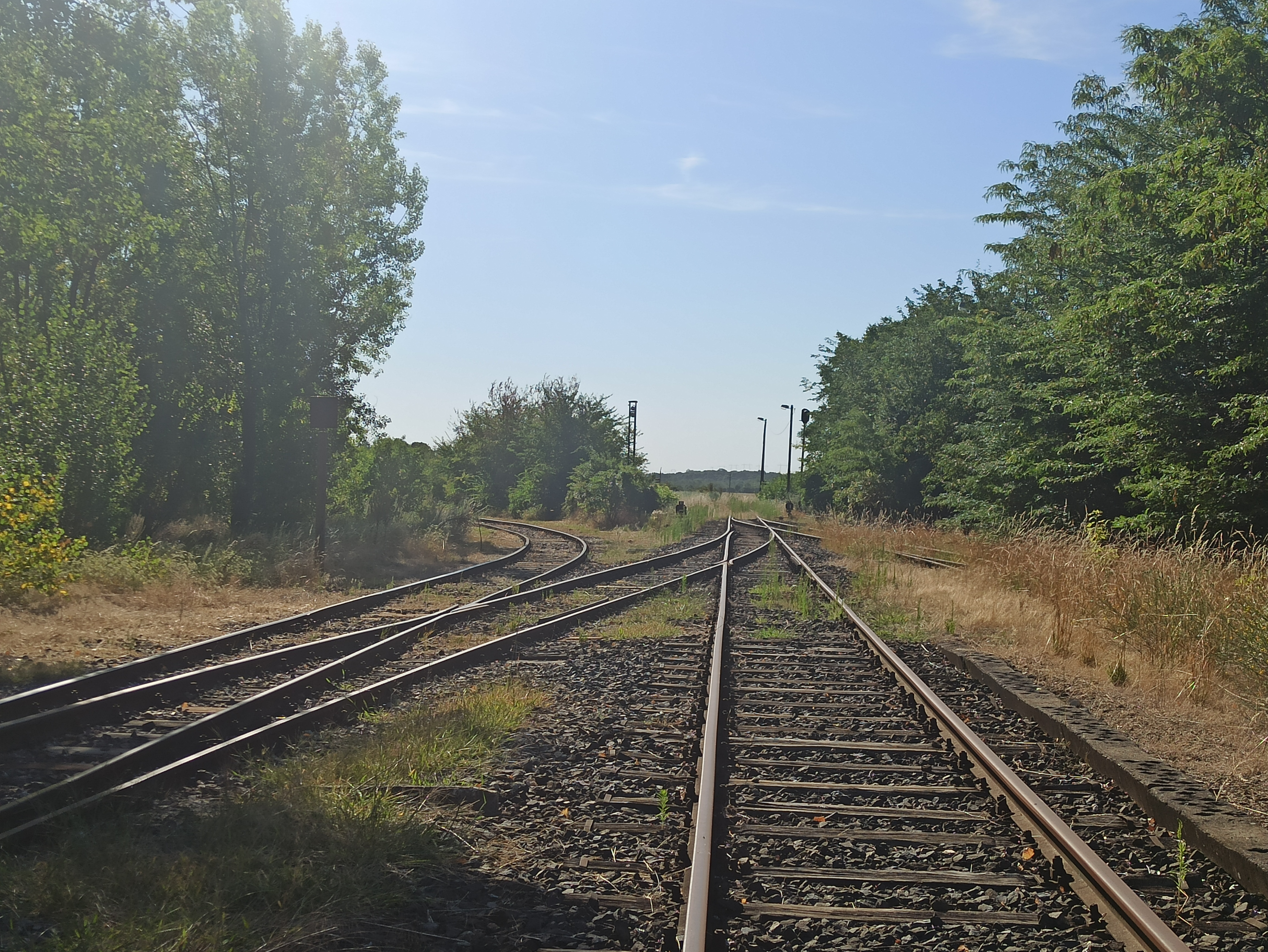
Balra az iparvágány kiágazása Papkeszin
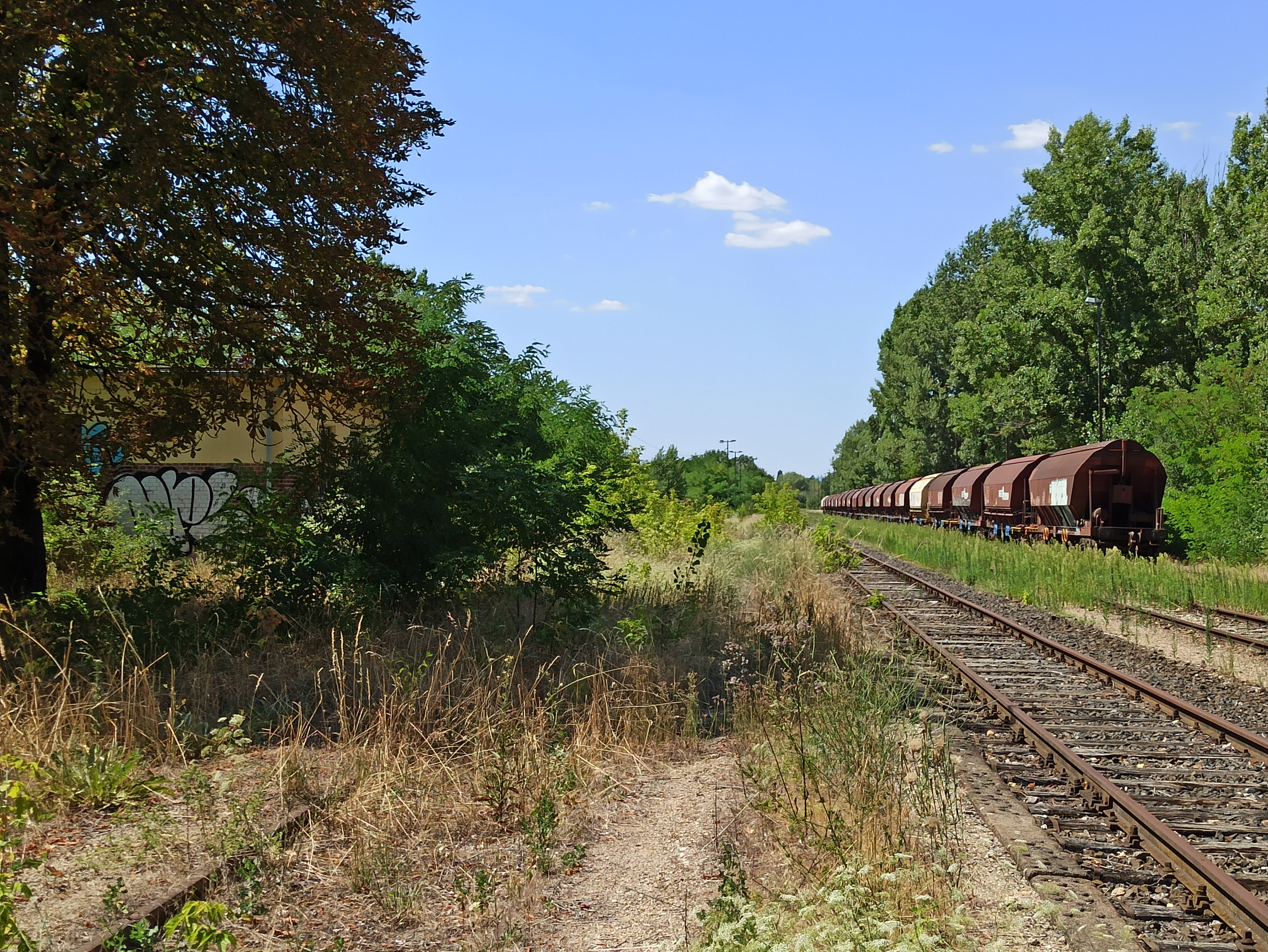
Tehervagonok Papkeszin

### Fűzfőgyártelepi iparvágány
Ez az igen jelentős szerepet betöltő iparvágány a fűzfőgyártelepi Nitrokémia (NIKE) gyárba vezetett be, Vilonya-Királyszentistvánról kiágazva. Az iparvágányból tucatnyi másik iparvágány ágazott ki. Ezeknek döntő többségét napjainkban már nem használják. A legtöbb helyen még megvan a vágány, de akad olyan is, amit már felszedtek. Kiszolgálás egyetlen egy telephelyre van már csak; a Víztec Zrt. heti kétszer, kedden és pénteken szállít vasúton. Ide általában 5-10 tartálykocsit szokott vontatni egy remot Dácsia. Érdekesség, hogy az iparvágány, és a 29-es vasútvonal között is volt kapcsolat. Balatonfűzfő állomásról ugyanis egy összekötő vágányon át el lehetett jutni a Nitrokémiába. Az 1980-as években még munkásvonatok is közlekedtek ezen a vonalon. Az összekötő vágányt 2005-ben felszedték.

### Lepsény Gabonaforgalmi iparvágány
Lepsény gabonaforgalmi iparvágánya a 27L vonalszámot viseli. Az 1970-es években épült gabonarakodás céljából Lepsény határában, az állomástól 1,267 km-re, az itt található Concordia Közraktár Zrt. részére. Az iparvágányon az 1990-es évek végén megszűnt a forgalom.

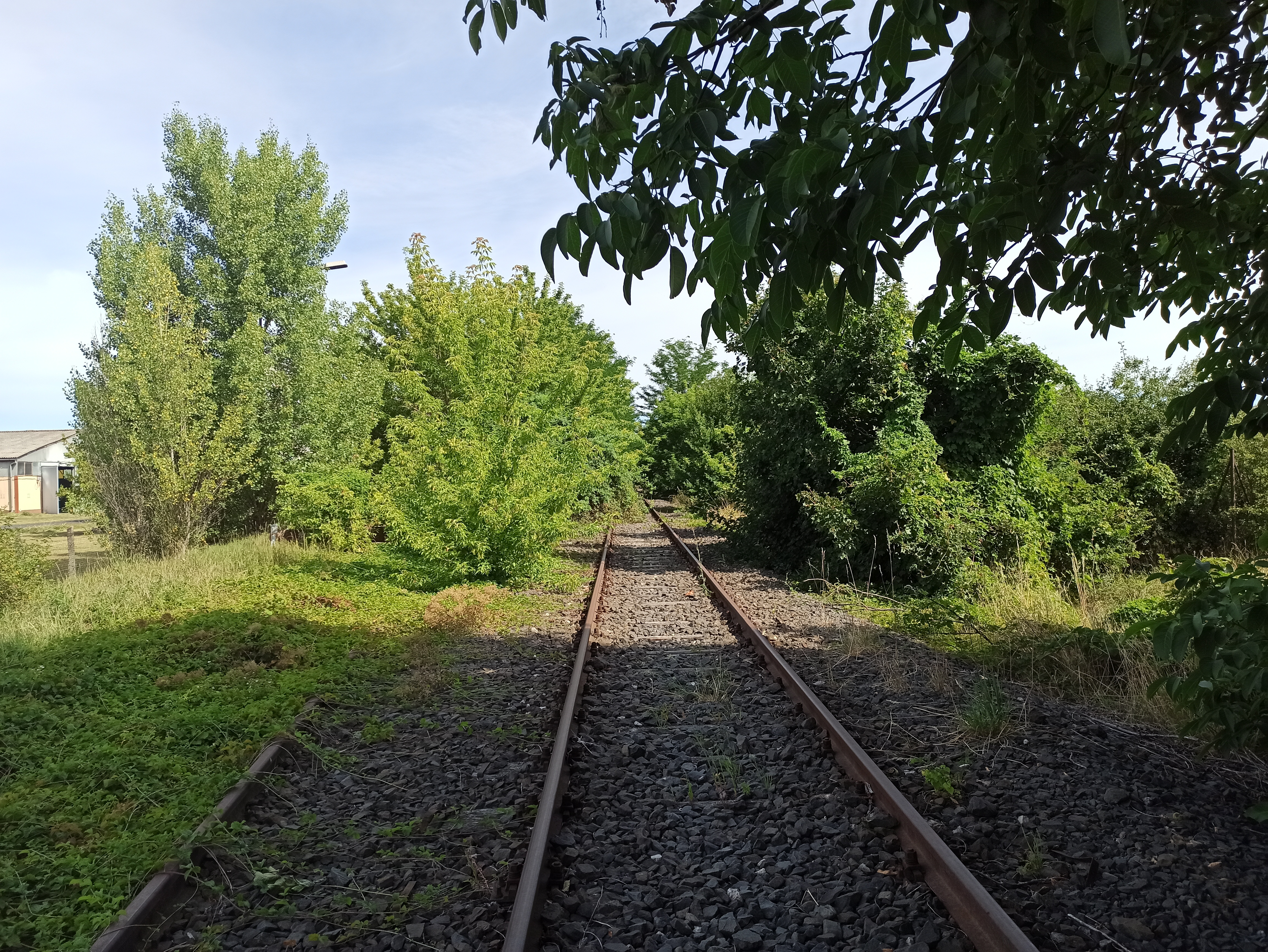
Az iparvágány bal oldalon látható